# Battaglia di Vittorio Veneto
La battaglia di Vittorio Veneto o terza battaglia del Piave fu l'ultimo scontro armato tra Italia e Impero austro-ungarico nel corso della prima guerra mondiale. Si combatté tra il 24 ottobre e il 4 novembre 1918 nella zona tra il fiume Piave, il Massiccio del Grappa, il Trentino e il Friuli e seguì di pochi mesi la fallita offensiva austriaca del giugno 1918 che non era riuscita a infrangere la resistenza italiana sul Piave e sul Grappa e si era conclusa con un grave indebolimento della forza e della capacità di combattimento dell'Imperiale e regio esercito.
L'attacco decisivo italiano, fortemente sollecitato dagli Alleati che erano già passati all'offensiva generale sul fronte occidentale, ebbe inizio solo il 24 ottobre 1918, mentre l'Impero austro-ungarico dava già segno di disfacimento a causa delle crescenti tensioni politico-sociali tra le numerose nazionalità presenti nello Stato asburgico, e mentre erano in corso tentativi di negoziati per una sospensione delle ostilità.
La battaglia di Vittorio Veneto fu caratterizzata da una fase iniziale duramente combattuta, durante la quale l'esercito austro-ungarico fu ancora in grado di opporre valida resistenza sia sul Piave sia nel settore del monte Grappa, a cui seguì un improvviso e irreversibile crollo della difesa, la progressiva disgregazione dei reparti, defezioni tra le minoranze nazionali, e la rapida avanzata finale dell'esercito italiano fino a Trento e Trieste.
La sera del 3 novembre 1918 fu firmato l'armistizio di Villa Giusti che, entrando in vigore alle ore 15:00 del giorno successivo, sancì la fine dell'Impero austro-ungarico e la vittoria dell'Italia nel primo conflitto mondiale.

## Il fronte italiano

### Ideazione e pianificazione dell'offensiva italiana
Il 24 giugno 1918 la battaglia del solstizio si concluse con un significativo successo dell'esercito italiano, che era riuscito a respingere l'ultima grande offensiva generale dell'esercito austro-ungarico (operazioni "Lawine", "Radetzky" e "Albrecht") sia nel settore del Piave sia nel settore del monte Grappa; nelle settimane successive, con una serie di contrattacchi locali, erano state riconquistate dagli italiani anche le piccole teste di ponte costituite sul Piave dagli austro-ungarici. La grande battaglia aveva segnato una svolta decisiva della guerra sul fronte italiano: l'esercito austro-ungarico aveva subito pesanti perdite, 118 000 morti, feriti e dispersi, superiori a quelle italiane, 85 600 morti, feriti e dispersi, senza raggiungere risultati decisivi e al contrario subendo un grave indebolimento della sua forza materiale e della sua coesione morale.
Nonostante l'importante vittoria difensiva il generale Armando Diaz, capo di Stato maggiore del Regio Esercito dal 9 novembre 1917 dopo la destituzione del generale Luigi Cadorna in conseguenza del disastro di Caporetto, rimaneva prudente e non molto ottimista sulla possibilità di sferrare in tempi brevi una grande controffensiva. Sollecitato il 12 e il 27 giugno dal generale Ferdinand Foch, comandante supremo alleato, a passare risolutamente all'attacco, il generale Diaz aveva evidenziato nelle lettere del 21 giugno e del 6 luglio come l'esercito austro-ungarico, pur battuto, aveva ancora mostrato disciplina e capacità combattiva; egli inoltre lamentava carenze di materiali e di complementi che rendevano consigliabile evitare attacchi prematuri, e richiedeva il concorso delle truppe statunitensi, in fase di massiccio afflusso in Europa, anche sul fronte italiano.
Il 24 luglio il generale Foch stilò un memorandum in cui proponeva di passare finalmente all'offensiva generale sul fronte occidentale sfruttando l'indebolimento dell'esercito tedesco e il continuo arrivo, al ritmo di 250 000 soldati al mese, dei contingenti statunitensi; pochi giorni dopo il generale John Pershing, comandante in capo dell'American Expeditionary Forces, manifestò la sua contrarietà a disperdere le sue truppe su altri fronti e si oppose alle richieste italiane di concorso di truppe americane sul fronte del Piave. Mentre incominciavano le continue offensive anglo-franco-americane, l'inattività dell'esercito italiano sollevò le perplessità e le critiche degli Alleati, e il generale Diaz alla fine di agosto si recò in Francia per incontrare il generale Foch, esporre la situazione sul fronte italiano e richiedere nuovamente la partecipazione dei reparti statunitensi.
Durante la permanenza del generale Diaz in Francia, Foch ribadì la sua opposizione a inviare in quel momento grandi contingenti statunitensi in Italia: il comandante in capo alleato si dimostrò ottimista e affermò di ritenere possibile entro la fine dell'anno ricacciare i tedeschi oltre il Reno, promettendo invece per la primavera del 1919 l'invio di 400 000 soldati americani sul fronte italiano. In realtà la situazione globale della guerra alla metà di settembre e i segni di cedimento degli Imperi centrali sul fronte occidentale e sul fronte balcanico sembravano prospettare la possibilità di un crollo dei nemici già entro il 1918; di conseguenza si correva il rischio per l'Italia che il conflitto finisse con la vittoriosa avanzata alleata sugli altri fronti, prima ancora che l'esercito italiano fosse finalmente passato all'attacco, e con gli austro-ungarici ancora in possesso del Friuli e di parte del Veneto.
Queste considerazioni spinsero quindi lo Stato maggiore italiano a elaborare i primi progetti offensivi. Il 25 settembre il colonnello Ugo Cavallero, capo ufficio operazioni del Comando supremo militare italiano, diramò uno "Studio di una operazione offensiva attraverso il Piave" che illustrava una serie di possibili piani: il documento prevedeva la possibilità di dover sferrare in breve tempo un'offensiva di fronte all'imminente crollo del nemico, e in questo caso l'attacco avrebbe dovuto essere rapidamente allestito, immediatamente efficace e cogliere di sorpresa gli austro-ungarici. Escludendo attacchi nell'inadatto territorio dell'altopiano dei Sette Comuni, il colonnello Cavallero proponeva un'offensiva in pianura, nel settore del Piave, con direttrice strategica verso Vittorio Veneto; il fronte d'attacco sarebbe stato esteso su circa venti chilometri e si prevedeva di impegnare ventiquattro divisioni e mezza oltre a tre divisioni britanniche.
Il 26 settembre il generale Enrico Caviglia, comandante dell'8ª Armata, fu convocato al quartier generale e messo a conoscenza della memoria operativa redatta dal colonnello Cavallero; il generale rilevò che mentre il colonnello Cavallero e il generale Pietro Badoglio, sottocapo di Stato maggiore generale, apparivano chiaramente favorevoli a passare all'offensiva, il generale Diaz era molto meno deciso e manteneva dubbi e incertezze. Il generale Caviglia espresse critiche al progetto e consigliò di apportare alcune modifiche operative: egli proponeva di ampliare il fronte d'attacco verso nord fino a Vidor e di organizzare, alcuni giorni prima dell'inizio dell'offensiva principale, anche un assalto diversivo nel settore del monte Grappa. Le idee del generale Caviglia vennero discusse e approvate in un colloquio con il colonnello Cavallero e i generali Badoglio e Scipione Scipioni, quindi il piano venne presentato a Diaz che sembrò d'accordo.
Nel frattempo la situazione generale del conflitto mondiale stava evolvendo sempre più rapidamente a favore degli Alleati; il 26 settembre sul fronte occidentale era ripresa l'avanzata anglo-franco-americana e il 4 ottobre gli Imperi centrali presentarono le prime richieste di armistizio. Il Presidente del Consiglio Vittorio Emanuele Orlando era seriamente preoccupato che la guerra finisse improvvisamente senza una chiara vittoria italiana: si temevano profonde ripercussioni diplomatiche e la rimessa in discussione delle clausole del Patto di Londra del 1915. Il 3 ottobre Orlando si era recato a Parigi e aveva assicurato il generale Foch che in tempi brevi l'esercito italiano sarebbe passato all'attacco, ma il comandante supremo alleato sembrò poco interessato alla notizia e fiducioso di poter raggiungere la vittoria sugli Imperi centrali senza il concorso italiano. Orlando era sempre più impaziente: il 15 ottobre inviò al generale Diaz un esasperato telegramma in cui affermava di "preferire all'inazione la sconfitta", e si ventilò la possibilità della sostituzione del capo di Stato maggiore generale con il generale Gaetano Giardino. In precedenza, il 1º ottobre, si era già verificato un burrascoso scontro tra Orlando e il generale Diaz sulla necessità di attaccare al più presto anche per ragioni politiche.
Il 13 ottobre finalmente Diaz convocò al quartier generale di Abano Terme i comandanti delle armate per illustrare il piano di operazioni dell'offensiva preparato il giorno precedente, che riprendeva in gran parte il progetto del colonnello Cavallero integrato con alcune delle proposte del generale Caviglia. Secondo questo piano l'attacco decisivo sarebbe stato effettuato sul Piave tra il Montello e le Grave di Papadopoli dall'8ª Armata del generale Caviglia, supportata sui fianchi da due nuove armate molto più piccole: la 10ª Armata affidata al generale britannico Frederick Cavan, e la 12ª Armata comandata dal generale francese Jean César Graziani. Dopo aver superato il fiume, le forze del generale Caviglia avrebbero puntato su Vittorio Veneto, bloccando le vie di comunicazione delle armate austro-ungariche schierate sul basso Piave, mentre la 12ª Armata sarebbe avanzata a nord di Valdobbiadene e verso Feltre. La 4ª Armata del generale Giardino doveva tenersi pronta ad attaccare nel settore del monte Grappa in direzione di Primolano e Arten; infine la 6ª Armata del generale Luca Montuori avrebbe protetto l'altopiano dei Sette Comuni.
La decisione del comando supremo di costituire le due nuove armate, formate da cinque divisioni italiane, due britanniche e una francese, e di affidarne il comando a due generali stranieri, fu criticata da alcuni alti ufficiali tra cui i generali Giardino e Caviglia, e sembra che sia stata motivata soprattutto da ragioni di opportunità politico-diplomatica per riguardo nei confronti degli alleati occidentali. In realtà dal punto di vista strategico la costituzione delle due piccole armate era inutile, mentre l'assegnazione dei comandi ai due generali stranieri si dimostrò un errore che avrebbe favorito l'enfatizzazione propagandistica da parte anglo-francese di un presunto ruolo decisivo degli Alleati anche nella battaglia di Vittorio Veneto.
Negli ultimi giorni prima dell'offensiva il piano di operazioni venne ancora modificato dal comando supremo: il 18 ottobre Diaz comunicò ai generali Giardino, Caviglia, Montuori e Graziani che era necessario, in attesa che le condizioni del Piave permettessero l'attacco principale nel settore del fiume, organizzare e sferrare al più presto un attacco nell'area del Massiccio del Grappa in direzione Primolano-Feltre per agganciare il nemico e distogliere parte delle sue forze dagli altri settori. A questo scopo il generale Giardino, che avrebbe diretto l'attacco con la 4ª e la 12ª Armata, venne sollecitato a completare i preparativi entro il 23 ottobre; si temeva che un armistizio generale fosse imminente e quindi era assolutamente necessario attaccare subito. Dopo un incontro tra i generali Giardino e Diaz il 21 ottobre, venne stabilito che l'offensiva avrebbe avuto inizio il 24 ottobre con l'attacco nel settore del monte Grappa a cui sarebbe seguito entro dodici ore l'assalto principale sul Piave.
L'ordine d'operazioni definitivo venne comunicato il 21 ottobre e confermava che l'offensiva sarebbe incominciata con un'azione della 4ª e 12ª Armata nel settore Brenta-Piave per impegnare le forze austriache schierate nel Trentino, mentre l'attacco più importante sul medio Piave sarebbe stato sferrato "entro le prime ore notturne del medesimo giorno" dall'8ª e dalla 10ª Armata e una parte della 12ª Armata; la 6ª Armata avrebbe collaborato con una manovra verso Cismon. I generali Caviglia e Giardino mossero alcune critiche al piano finale: il primo ritenne che fosse necessaria una maggiore distanza di tempo tra i due attacchi per poter attirare le riserve austriache nel settore del Brenta, mentre il secondo nelle sue memorie lamentò l'insufficiente tempo concessogli per i preparativi e mise in dubbio l'efficacia tattica dell'assalto nel settore del monte Grappa; di fatto il piano di operazioni avrebbe costretto la 4ª Armata a sferrare costosi attacchi frontali, simili alle inutili battaglie dell'Isonzo, subendo pesanti perdite.

### La situazione dell'esercito austro-ungarico

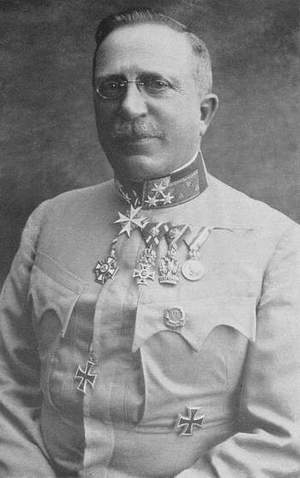
Il generale Arthur Arz von Straussenburg, capo di stato maggiore generale dell'esercito austro-ungarico

La sconfitta dell'Austria-Ungheria nella battaglia del solstizio ebbe importanza sull'esito complessivo della guerra mondiale. Nelle sue memorie di guerra il generale tedesco Erich Ludendorff sostenne che la Germania risentì fortemente del fallimento dell'offensiva sul Piave, affermando che "per la prima volta avemmo la sensazione della nostra sconfitta" e che la disfatta dell'alleato sul fronte italiano, preludio al crollo dell'Impero asburgico, influì sul morale e sulla determinazione anche dell'esercito tedesco impegnato a organizzare gli ultimi tentativi di offensiva sul fronte occidentale. Nell'Impero austro-ungarico la sconfitta provocò una irreversibile caduta della fiducia nelle truppe e i primi segni di allentamento delle coesione politico-militare; lo stesso imperatore Carlo I, recatosi il 21 giugno a Bolzano a esaminare la situazione con il generale Franz Conrad von Hötzendorf, poté rilevare le deplorevoli condizioni morali e materiali dei suoi soldati, delusi e scoraggiati dopo il fallimento e scarsamente riforniti di vettovagliamento ed equipaggiamento.
La situazione degli Imperi centrali stava diventando critica su tutti i fronti; alla fine del mese di giugno l'Alto comando tedesco promise di fornire 2 000 vagoni di farina per il vettovagliamento delle truppe imperiali in Italia ma richiese l'invio di sei divisioni austro-ungariche sul fronte occidentale. Il 27 giugno il generale Arthur Arz von Straussenburg, capo di Stato maggiore generale, diede il suo consenso e le prime due divisioni partirono per la Francia; egli in questa circostanza apparve ancora fiducioso e scrisse di una nuova offensiva sul fronte italiano nel mese di settembre possibilmente con il concorso di truppe tedesche. In realtà le condizioni politico-militari dell'Impero si stavano deteriorando: segni di scarsa coesione si manifestarono durante lunghi dibattiti polemici nel parlamento ungherese e in quello austriaco, forti critiche vennero rivolte ai vertici militari e il 13 luglio il generale Conrad, ritenuto tra i responsabili del fallimento dell'ultima offensiva in Italia, venne rimosso dal comando del "gruppo d'armate del Tirolo" e sostituito dall'arciduca Giuseppe.
Durante i mesi estivi tra gli alti ufficiali dei quartier generali austro-ungarici si alternarono timori di prossime offensive italiane con la pianificazione di una serie di progetti di attacchi a carattere locale. Il comando supremo riteneva possibile un attacco nemico in agosto e allertò il generale Svetozar Borojević, comandante del gruppo d'armate sul Piave, di potenziare le sue linee difensive; contemporaneamente venne studiata anche un'offensiva tra il Brenta e il Montello, e fu costituito un nuovo comando, il "gruppo Belluno", sotto il generale Ferdinand von Goglia, per organizzare le forze assegnate a questo attacco, previsto entro la fine del 1918. Il generale Borojević era molto meno ottimista: egli lamentava le grandi difficoltà di vettovagliamento, lo scadimento del morale e della disciplina delle truppe e riteneva prioritario potenziare le difese per respingere un'offensiva nemica sulla direttrice Vittorio Veneto-Belluno; all'inizio di settembre il generale Arz von Straussenburg condivise queste valutazioni e quindi i progetti di attacco vennero accantonati e l'attività venne concentrata soprattutto sul consolidamento delle posizioni difensive.
Il 14 settembre ebbe inizio l'offensiva alleata sul fronte macedone che entro i primi giorni di ottobre avrebbe costretto alla capitolazione la Bulgaria; il 27 settembre l'imperatore Carlo riunì a Vienna un Consiglio della Corona, con la presenza del generale Arz von Straussenburg, in cui vennero discusse le conseguenze dell'imminente crollo bulgaro e in cui il capo di Stato maggiore generale disse esplicitamente che era assolutamente necessario finire la guerra entro l'anno 1918. Il ministro degli Esteri Stephan Burián fu incaricato di fare pressioni sulla Germania, ma in realtà anche l'alleato tedesco era in grave difficoltà: il generale Ludendorff aveva già sollecitato l'invio di una richiesta di armistizio agli alleati e il 4 ottobre Guglielmo II di Germania, dopo aver ottenuto il consenso dell'Austria-Ungheria e dell'Impero ottomano, inviò la richiesta di armistizio al presidente statunitense Woodrow Wilson. Il generale Arz von Straussenburg, sulla base di queste decisioni politiche, cercò di conservare la coesione dell'esercito nonostante la diffusione di voci sulla pace imminente, ma contemporaneamente cominciò a pianificare l'evacuazione del Veneto e installò a Trento una commissione d'armistizio guidata dal generale Viktor Weber von Webenau.
Mentre cresceva la protesta nazionalistica e l'aspirazione all'indipendenza delle popolazioni ceche, slovacche, polacche, slave e ucraine dell'Impero, e si accresceva anche il dissidio tra l'Austria e l'Ungheria, il 14 ottobre al comando supremo di Baden bei Wien venne nuovamente discussa l'opportunità di incominciare lo sgombero del Veneto. Alcuni alti ufficiali espressero il timore di un crollo dell'esercito durante la ritirata sotto la pressione degli italiani, e si paventò la possibilità di defezioni in massa delle truppe che avrebbero potuto diventare preda di spinte rivoluzionarie estremistiche. Si studiarono tuttavia progetti per cominciare l'evacuazione dei depositi e dei materiali ammassati dietro il fronte e il 17 ottobre vennero messi in movimento i primi trasporti, suscitando turbolenza tra i reparti di retrovia. Le voci di ritirata provocarono grande tensione tra gli ufficiali e i soldati e favorirono la disgregazione di alcune unità non di lingua tedesca.
Le ultime settimane prima dell'inizio dell'offensiva italiana furono drammatiche per l'Impero austro-ungarico: il proclama di Carlo I del 16 ottobre che prevedeva la ristrutturazione dello Stato in senso federale venne accolto con scetticismo e sfiducia dai politici e dalle popolazioni dell'Impero, mentre il presidente Wilson la sera del 20 ottobre comunicò espressamente che la pace avrebbe dovuto fondarsi sull'autodeterminazione dei popoli dell'Austria-Ungheria. Nel Consiglio della Corona del 21 ottobre il generale Arz von Straussenburg riferì che la situazione militare era pessima e che era assolutamente necessario concludere la pace "a ogni costo".

## Le forze contrapposte

### Il Regio Esercito

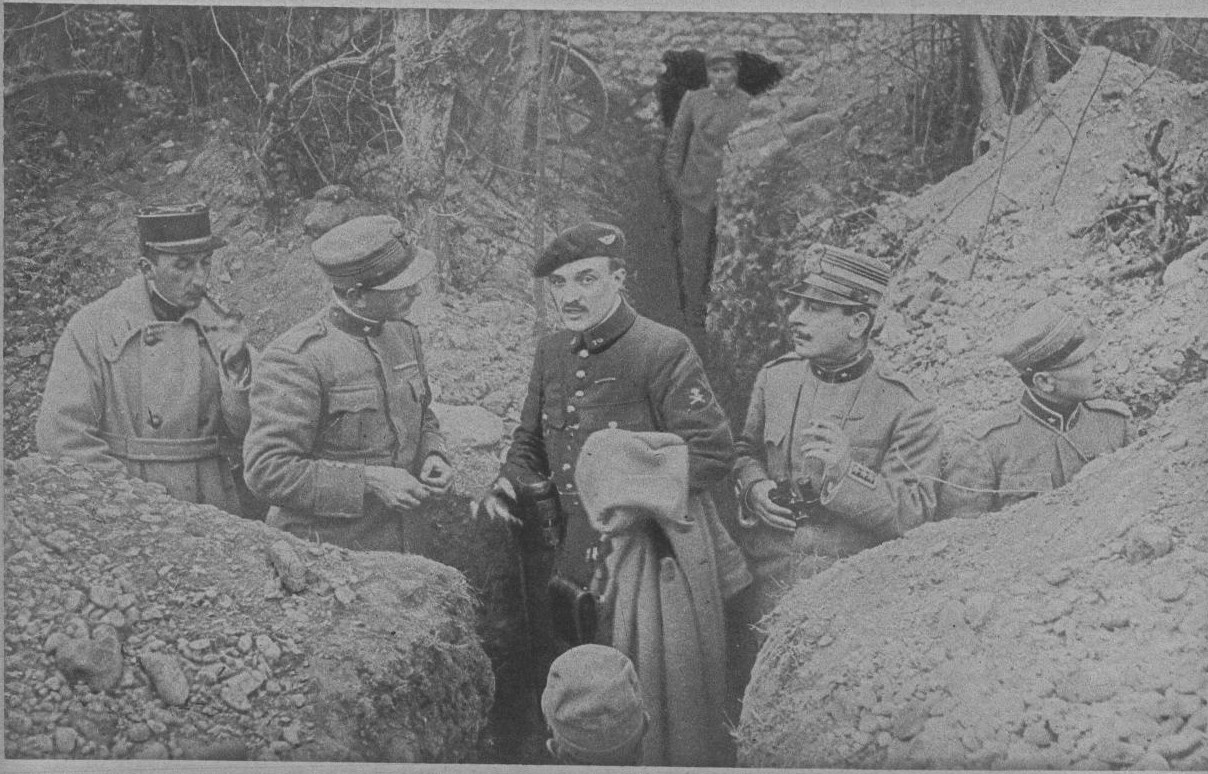
Ufficiali italiani e francesi sulle trincee d'osservazione lungo il Piave

Il 24 ottobre 1918, giorno dell'inizio dell'offensiva finale dell'esercito italiano nella Grande Guerra, il generale Diaz schierava dal Passo dello Stelvio al mare un complesso di forze costituito da 57 divisioni di fanteria e 4 divisioni di cavalleria, assegnate al comando di otto armate di prima linea e una armata di riserva. Sul fianco sinistro, tra il passo dello Stelvio e la riva occidentale del lago di Garda, si trovava la 7ª Armata del generale Giulio Cesare Tassoni formata da due corpi d'armata. Seguivano la 1ª Armata del generale Guglielmo Pecori Giraldi, schierata dalla sponda occidentale del lago di Garda alla Val d'Astico con tre corpi d'armata e la 6ª Armata del generale Luca Montuori che occupava l'altopiano dei Sette Comuni fino alla riva sinistra del Brenta con altri tre corpi d'armata. Il settore del Massiccio del Grappa fino alla cima Palon era affidato alla 4ª Armata del generale Gaetano Giardino, che disponeva di tre corpi d'armata, rafforzati da quattro gruppi d'assalto, reparti scelti della nuova specialità denominata "arditi" e un reggimento di cavalleria; dal Monte Tomba fino ai ponti di Vidor sul Piave si trovava la 12ª Armata guidata dal generale francese Jean César Graziani, formazione costituita da un corpo d'armata italiano e dal 12º corpo d'armata francese con una divisione e due reggimenti francesi.
Lungo il corso del Piave, dal ponte di Vidor a Ponte della Priula, si trovava l'8ª Armata del generale Enrico Caviglia che, costituita da quattro corpi d'armata e dal corpo d'assalto del generale Francesco Saverio Grazioli, era la formazione più numerosa e potente dell'esercito; sulla sua destra era schierata sul fiume, da Ponte della Priula fino a Ponte di Piave, la 10ª Armata del britannico Frederick Cavan, formata da un corpo d'armata italiano e dalle due divisioni del 14º corpo d'armata britannico del generale James Melville Babington. Infine l'ultimo tratto del fronte, da Ponte di Piave fino al mare, era affidato alla 3ª Armata del Duca d'Aosta con due corpi d'armata rinforzati da due reparti d'assalto e tre reggimenti di cavalleria; a questa armata era stato assegnato anche il 332º reggimento fanteria statunitense. Il generale Diaz aveva inoltre a disposizione in riserva la 9ª Armata del generale Paolo Morrone con altri due corpi d'armata e il corpo di cavalleria; in questa armata era inquadrata anche la 6ª Divisione cecoslovacca, reclutata tra ex prigionieri dell'esercito austro-ungarico di origine ceca. Infine il Servizio Aeronautico dell'Esercito aveva raccolto dopo la disfatta di Caporetto un totale di 25 gruppi aerei per complessive ottantaquattro squadriglie, delle quali sessantaquattro (più sei sezioni autonome) erano state inviate dietro il fronte: il totale di velivoli era di 1 055, comprese venti squadriglie e sei sezioni da difesa.
L'esercito schierato per l'ultima battaglia era formato in totale da circa 700 battaglioni di fanteria, tra cui otto battaglioni di ciclisti e 31 reparti d'assalto, mentre la cavalleria era costituita da quattro divisioni, nove reggimenti, altri gruppi di squadroni e formazioni di autoblindo. L'artiglieria italiana aveva subito perdite enormi nel corso della battaglia di Caporetto, ma a distanza di un anno, grazie agli sforzi dell'industria bellica, aveva ricostituito e modernizzato le sue forze raggiungendo una notevole efficienza. L'artiglieria venne soprattutto concentrata nelle armate destinate a sferrare l'offensiva, quindi la 7ª e la 1ª Armata, che avrebbero dovuto svolgere solo compiti minori, disponevano di un numero molto ridotto di batterie, mentre la 6ª Armata che avrebbe dovuto sostenere sul fianco le forze d'attacco principali ricevette 1 057 cannoni e 215 bombarde.

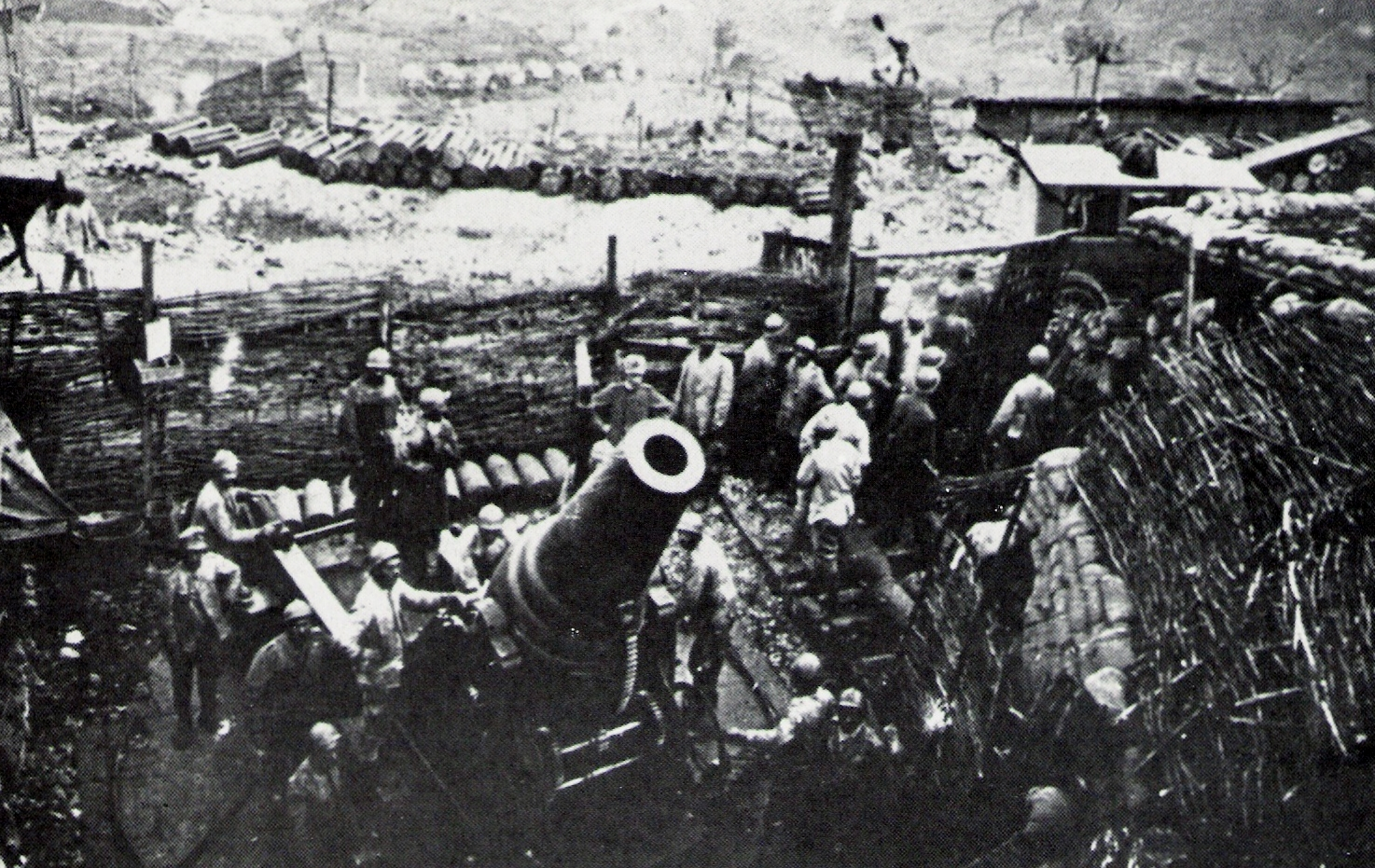
Un obice pesante da 280 mm dell'artiglieria italiana

Nelle sue memorie il generale Giardino afferma polemicamente che la sua armata fu solo all'ultimo momento incaricata di passare all'attacco sul Monte Grappa e che fino al 19 ottobre era ancora in fase di riorganizzazione, con le nuove batterie appena assegnate che erano ancora in corso di schieramento; in totale disponeva di 1 385 cannoni, compresi i pezzi del I corpo d'armata della 12ª Armata sulla destra, ma l'organizzazione del fuoco non era soddisfacente e l'artiglieria austro-ungarica in questo settore era meglio preparata e disponeva di ottimi campi di tiro sulle direzioni d'attacco. La massa principale dell'artiglieria italiana era stata raggruppata tra Pederobba e le Grave di Papadopoli, con la 8ª e 10ª Armata e l'ala destra della 12ª Armata che disponevano in totale di 3 570 cannoni, tra cui 1 300 pezzi di medio e grosso calibro nell'area del Montello, e circa 600 bombarde; a ovest di Nervesa si trovavano alcuni cannoni da 381 mm di cui era previsto l'impiego contro il posto di comando austriaco di Vittorio Veneto. Nel complesso erano disponibili 7 750 cannoni, di cui 250 britannici e 200 francesi; altre fonti riportano cifre più elevate, fino a quasi 10 000 cannoni.
L'alto comando italiano era quindi riuscito a concentrare nel settore del Piave tra Vidor e le Grave di Papadopoli una grande forza offensiva, in grado di raggiungere gli obiettivi strategici previsti e molto superiore alle forze austro-ungariche presenti nel settore. La 8ª, 10ª e 12ª Armata raggruppavano infatti oltre venti divisioni e 4 100 cannoni e bombarde, mentre la 6ª Armata austriaca che difendeva il fiume disponeva di sole nove divisioni e 835 cannoni. La situazione era molto diversa nel settore del Monte Grappa dove il generale Giardino schierava undici divisioni e 1 385 cannoni contro le undici divisioni e 1 460 cannoni del "Gruppo Belluno" austriaco, e in queste condizioni l'attacco della 4ª Armata su un terreno impervio contro forze numerose e tenaci si presentava molto difficile; il generale Giardino deplorò poi ripetutamente il sacrificio richiesto ai suoi soldati costretti a un attacco frontale.
Alla vigilia dell'offensiva finale le condizioni dell'esercito italiano apparivano buone, il morale delle truppe era elevato e si era diffusa la convinzione di una prossima vittoria. La situazione materiale era soddisfacente e i soldati disponevano finalmente di vettovagliamento ed equipaggiamento abbondante e di ottima qualità. Dal punto di vista tattico l'addestramento era migliorato e i reparti avevano incominciato da alcuni mesi esercitazioni per sviluppare le tattiche della guerra di movimento; secondo il generale Caviglia, particolarmente efficienti erano i reparti d'assalto; grande cura era stata inoltre dedicata ai reparti di pontieri, indispensabili per effettuare con successo il difficile passaggio del Piave.

### L'imperial regio Esercito

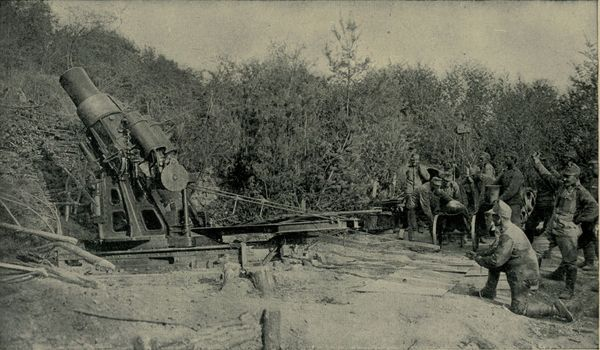
Un obice pesante Škoda 305 mm dell'esercito austro-ungarico

L'esercito austro-ungarico schierato sul fronte italiano era minato dalla sfiducia, dalle sofferenze materiali e dalla discordia nazionalistica, ma rimaneva ancora un complesso di forze numeroso, tenace e solidamente inquadrato; suddiviso nei due raggruppamenti del Tirolo e del Piave, allineava quattro armate e il cosiddetto "Gruppo Belluno".
Il "Gruppo d'armate del Tirolo" era comandato dall'arciduca Giuseppe dopo la destituzione del generale Conrad e schierava dal Passo dello Stelvio fino al fiume Astico la 10ª Armata del generale Alexander von Krobatin con quattro corpi d'armata, varie forze di riserva e 1 230 cannoni, mentre l'11ª Armata del generale Viktor von Scheuchenstuel disponeva, dall'Astico al fiume Brenta, di tre corpi d'armata, tre divisioni di riserva e 1120 cannoni; il gruppo d'armate teneva inoltre in seconda linea la 3ª Divisione da montagna Edelweiss e la 74ª Divisione fanteria. Il cosiddetto "Gruppo d'armate Borojević" era guidato dal capace ed esperto generale Svetozar Borojević e difendeva il settore del fronte austro-ungarico compreso tra la riva sinistra del Brenta e il mare, coprendo quindi tutta la linea del Piave. Il "Gruppo Belluno" del generale Ferdinand von Goglia era schierato dal Brenta a Fener con tre corpi d'armata e 1 460 cannoni e disponeva anche di una riserva costituita da altre tre divisioni; la 6ª Armata del generale Alois von Schönburg-Hartenstein era schierata nel settore più critico da est di Fener alle Grave di Papadopoli con due corpi d'armata, tre divisioni di riserva e 835 cannoni. Infine dalle Grave di Papadopoli fino al mare il fronte era assegnato alla 5ª Armata (denominata anche Isonzoarmee) che era al comando del generale Wenzel von Wurm e schierava cinque corpi d'armata, due divisioni di riserva e 1 500 cannoni; il generale Borojević aveva poi ancora a disposizione la 44ª Divisione Schützen.
Le forze complessive ammontavano a 50 divisioni di fanteria e sei divisioni di cavalleria con 609 battaglioni di fanteria, 20 battaglioni Landesschützen o Kaiserjäger, 62 reggimenti di cavalleria appiedati e 56 squadroni a cavallo; in totale erano disponibili circa 6 800 cannoni. Dietro la linea difensiva principale l'alto comando austro-ungarico aveva organizzato due posizioni difensive d'emergenza: la Kaiserstellung sul fiume Monticano e la Königstellung sul fiume Livenza; inoltre la zona del Massiccio del Grappa era fortemente presidiata e fortificata.
La condizione delle truppe austro-ungariche a partire dall'inizio di ottobre era divenuta sempre più critica. A causa delle carenze di materiali e vettovagliamento, i soldati erano insufficientemente alimentati e mediocremente equipaggiati; permaneva il cameratismo all'interno dei reparti ma i soldati erano sottoposti a una grande tensione e mostravano segni di demoralizzazione e di esaurimento. Soprattutto si stava allentando la coesione tra le varie nazionalità presenti all'interno dell'imperial-regio esercito, con i reparti ungheresi che chiedevano insistentemente di essere rimpatriati. L'alto comando austro-ungarico era consapevole di un'imminente offensiva generale italiana sia sul Piave sia sul Grappa: tra gli ufficiali prevaleva l'ansia e la preoccupazione, "solo un miracolo... poteva salvare la situazione".
Fritz Weber, all'epoca tenente d'artiglieria presso Eraclea, riguardo all'ottobre del 1918 scrisse:
(Fritz Weber, Tappe della disfatta, pp. 287-290.)

## La battaglia

### 24 ottobre

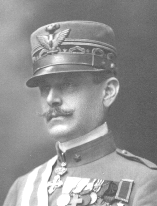
Il generale Gaetano Giardino, comandante della 4ª Armata

Il definitivo ordine di operazioni, diramato a tutte le armate italiane il 22 ottobre, aveva stabilito che per prima la 4ª Armata del generale Giardino avrebbe sferrato l'attacco nel settore del Grappa incominciando il fuoco d'artiglieria alle ore 03:00 del 24 ottobre, con due ore di anticipo rispetto al resto delle forze. Il compito della 4ª Armata appariva difficile: il giorno precedente il generale Giardino aveva sottolineato di nuovo con il Comando Supremo le carenze del suo sistema d'artiglieria e la solidità dello schieramento nemico; il morale dei suoi soldati era buono ma gli austro-ungarici erano pronti e si aspettavano l'attacco.
Mentre alle prime ore del 24 ottobre la 6ª Armata incominciava un tiro di controbatteria ed effettuava alcuni attacchi diversivi, alle ore 05:00 l'artiglieria della 4ª Armata cominciò, dopo il tiro preparatorio delle ore 03:00, il fuoco in massa contro le linee difensive, pur intralciata in parte dalle sfavorevoli condizioni climatiche caratterizzate da nebbia e pioggia. Alle ore 07:15 passarono all'attacco i reparti del IX corpo d'armata del generale Emilio De Bono, nonostante alle ore 03:30 i cannoni austriaci avessero effettuato un pericoloso tiro di contropreparazione. La 17ª e la 18ª Divisione avevano il difficile compito di assaltare e conquistare il Monte Asolone e ottennero qualche successo iniziale: in particolare la brigata Bari occupò alcune posizioni ma, a causa dei tiri d'infilata dei cannoni, del fuoco delle mitragliatrici e di efficaci contrattacchi delle truppe austro-ungariche del XXVI corpo d'armata ammassate in solide fortificazioni in caverna, gli italiani nel corso della giornata dovettero ripiegare abbandonando le posizioni raggiunte. La 40ª, 9ª e 99ª divisioni austro-ungariche si difesero con successo e il comando del XXVI corpo d'armata fece intervenire i reparti di riserva della 28ª Divisione.
In precedenza, alle ore 06:00, era cominciato l'attacco del IV corpo d'armata del generale Stefano Lombardi contro il Monte Pertica e il Monte Prassolan; la 15ª Divisione fece entrare in azione le brigate Pesaro e Cremona ma anche questi assalti non raggiunsero gli obiettivi. Due tentativi della brigata Pesaro di occupare il Monte Pertica furono respinti entro le ore 14:00 dai contrattacchi austro-ungarici del I corpo d'armata dopo che alcuni reparti avevano raggiunto la cima, mentre la brigata Cremona avanzò inizialmente grazie all'azione di reparti di arditi verso il Monte Prassolan, ma le avanguardie italiane furono isolate dal fuoco dell'artiglieria nemica, contrattaccate e ricacciate indietro: la brigata Cremona subì quasi 1 000 perdite.

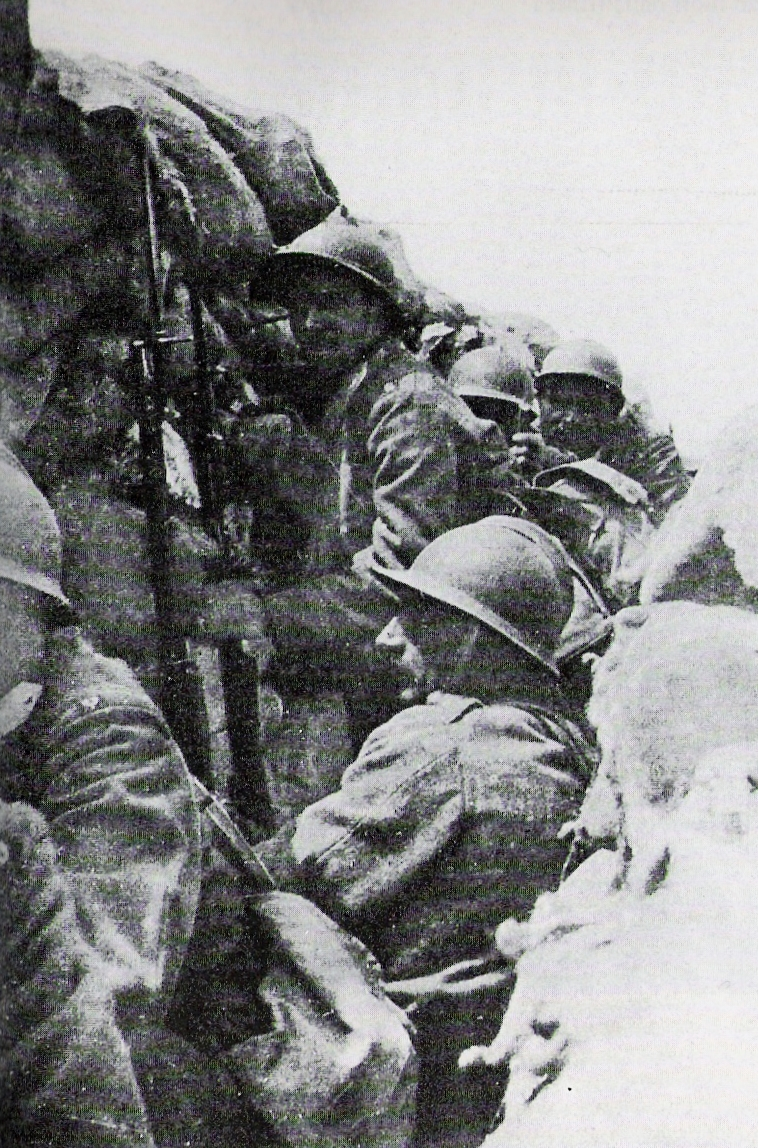
Fanteria italiana in trincea pronta all'assalto

Il terzo attacco della 4ª Armata fu sferrato dal XXX corpo d'armata del generale Carlo Montanari con reparti della 47ª, 80ª e 50ª Divisione contro i Monti Solaroli, il Monte Spinoncia e il Monte Valderòa. La brigata Bologna occupò alcune quote dopo duri scontri, mentre la brigata Lombardia attaccò gli impervi Monti Solaroli senza molto successo; maggiori risultati raggiunse la brigata Aosta che dopo essere avanzata nell'oscurità fino ai piedi del Monte Valderòa, riuscì al secondo tentativo alle ore 12:30 a conquistare quella montagna, ma gli austro-ungarici ripiegarono con ordine sulle posizioni del Monte Fontanel; vennero respinti invece gli attacchi della brigata Udine contro il Monte Spinoncia. Infine, sulla destra della 4ª Armata, la 24ª e 74ª divisione del I corpo d'armata del generale Donato Etna, appartenente alla 12ª Armata del generale francese Graziani, fecero avanzare verso Alano di Piave le brigate Re e Trapani che però ben presto furono contrattaccate e respinte dalla 50ª Divisione austriaca e dalla 20ª Divisione ungherese del XV corpo d'armata.
Alle ore 15.00 il generale Giardino fece sospendere gli attacchi, consapevole ormai che "l'attacco generale era fallito" e che quindi si prospettava una cruenta battaglia di logoramento; la sua armata aveva già perso oltre 3 000 uomini. Le truppe austro-ungariche del "Gruppo Belluno" avevano dimostrato ancora una volta tenacia e abilità in difesa, anche se due reggimenti ungheresi avevano rifiutato di entrare in linea sugli altipiani. Alle ore 18:30 il Comando Supremo comunicò al generale Giardino che, nonostante le difficoltà, l'offensiva sul Grappa doveva continuare: infatti a causa delle condizioni del Piave, in piena per le forti piogge, l'attraversamento e l'attacco principale erano stati rinviati e quindi la 4ª Armata doveva continuare i suoi costosi attacchi per impegnare il nemico.
Il piano originario del Comando Supremo aveva previsto che al calar della sera del 24 ottobre l'8ª, la 10ª e la 12ª Armata avrebbero dovuto cominciare il passaggio in forze del Piave e la costruzione di numerosi ponti, ma fin dal 20 ottobre il fiume era in mezza piena e la pioggia continuava. Nel corso della giornata la piena crebbe ancora e la velocità della corrente rese impossibile il passaggio delle avanguardie e la costruzione dei ponti; le operazioni dovettero essere momentaneamente sospese in attesa di un miglioramento delle condizioni del fiume. Una manovra effettuata su iniziativa del generale britannico Cavan, comandante della 10ª Armata, raggiunse invece un importante successo: il generale decise, dopo aver ottenuto il consenso dell'alto comando italiano, di occupare subito l'isola delle Grave di Papadopoli e l'isola Maggiore situate in mezzo al corso del Piave. Tre compagnie di pontieri italiani riuscirono a trasportare due battaglioni britannici del 14º corpo d'armata del generale Babington sull'isola delle Grave di Papadopoli; i britannici occuparono una parte dell'isola e furono gettati quattro ponti di collegamento con la riva destra. Si concluse con un fallimento invece l'attacco della brigata Foggia all'isola Maggiore: dopo aver raggiunto un isolotto vicino, i soldati rimasero fermi tutto il giorno sotto il fuoco nemico e nella notte dovettero ritirarsi.

### 25 ottobre

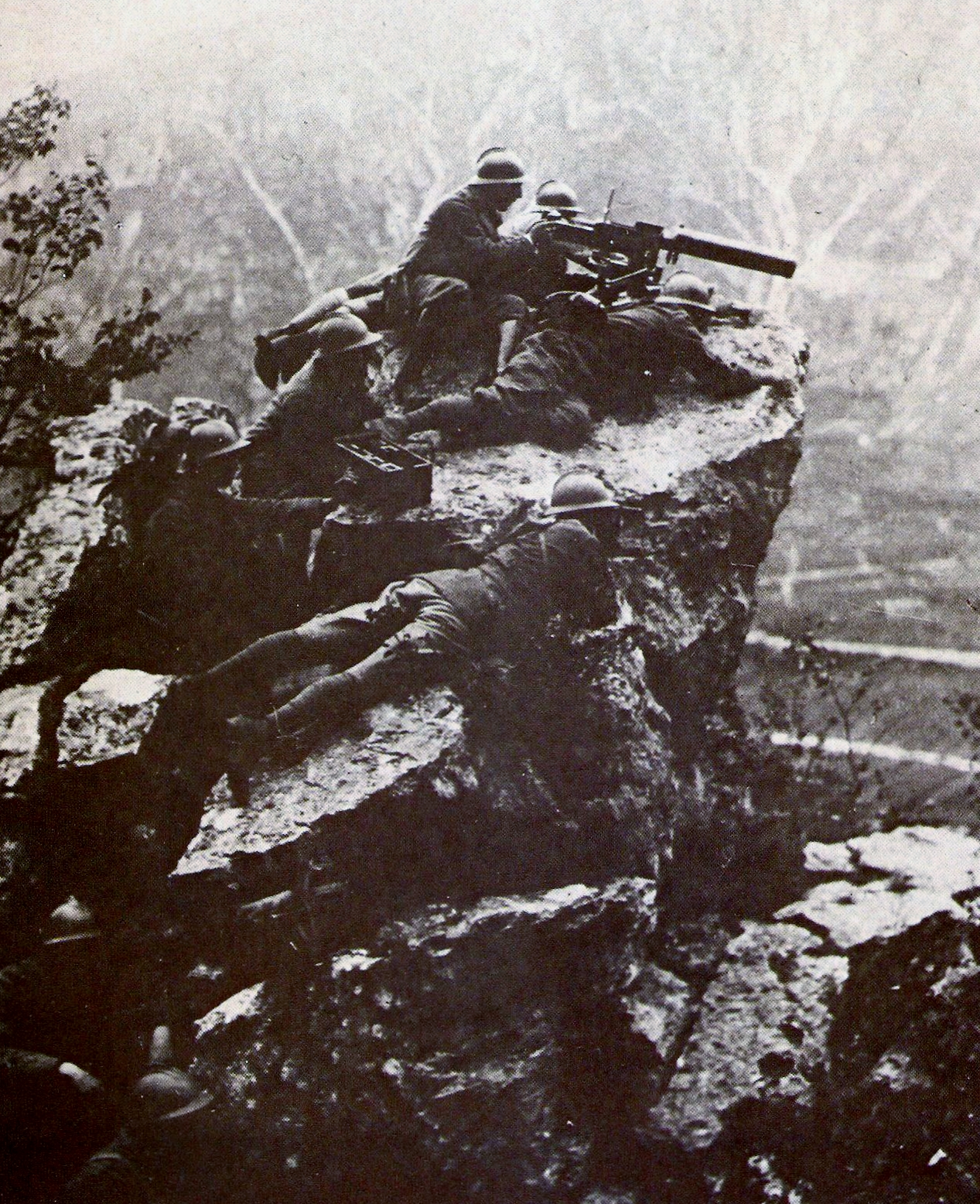
Mitraglieri italiani sul monte Grappa

Secondo gli ordini ricevuti il generale Giardino riprese gli attacchi sul massiccio del Grappa: nella giornata del 25 ottobre, caratterizzata da cielo sereno al mattino e nebbia nel pomeriggio, i tre corpi della 4ª Armata avrebbero dovuto concentrare i loro assalti per conquistare gli obiettivi più importanti costituiti dall'Asolone, il Col della Berretta, il Pertica e i Solaroli. Il IX corpo attaccò alle ore 08:30 dopo trenta minuti di violento fuoco di preparazione; la 18ª Divisione sferrò un assalto su quattro colonne contro il monte Asolone e il Col della Berretta e la seconda colonna, guidata dal 9º reparto d'assalto, riuscì a superare le difese nemiche, conquistò alcune quote e avanzò verso il Col della Berretta che fu infine raggiunto da reparti di arditi e gruppi del 139º Reggimento fanteria. Alle ore 09:00 tuttavia i soldati della 4ª Divisione austro-ungarica, appartenente al XXVI corpo del "Gruppo Belluno", contrattaccarono, mentre gli italiani giunti sul colle erano isolati dal fuoco di sbarramento. Alle ore 11:00 infine gli arditi abbandonarono le posizioni sul Col della Berretta e anche i reparti della terza colonna, arrivati sull'Asolone, si ritirarono dopo aver subito forti perdite. Il VI corpo invece riuscì a occupare il Monte Pertica: dopo aver cominciato l'attacco alle ore 09:00, la brigata Pesaro, rafforzata dal 18º reparto d'assalto, raggiunse la cima e, nonostante fosse stata violentemente contrattaccata da reparti della 48ª Divisione fanteria austro-ungarica, riuscì a mantenere il possesso del monte. Vennero completamente respinti gli attacchi della brigata Cremona; il VI corpo perse oltre 1 500 soldati in questa giornata di combattimenti.
Il XXX corpo attaccò al mattino con la 47ª Divisione che non ottenne alcun risultato e venne fermata dall'intervento delle riserve della 13ª Divisione Schützen; nel primo pomeriggio, nella nebbia, i Monti Solaroli vennero nuovamente assaltati dalla brigata Lombardia, e dal raggruppamento del generale Roberto Bencivenga con la brigata Aosta e sei battaglioni di Alpini. L'artiglieria austriaca effettuò un efficace e potente tiro di contropreparazione e la 17ª Divisione, schierata sui monti, respinse tutti gli assalti che continuarono fino alla sera; gli italiani subirono altre 1 300 perdite. Nonostante le crescenti perdite, la mancanza di risultati e la sorprendente potenza dell'artiglieria austro-ungarica, il generale Giardino alle ore 16:00 comunicò che anche il giorno 26 ottobre la 4ª Armata avrebbe continuato i suoi logoranti attacchi; egli intendeva intensificare il fuoco d'artiglieria e contava di poter agganciare l'avversario e attrarre le sue riserve nel settore del Grappa. Dalle informazioni raccolte dai prigionieri sembrava che gli austriaci fossero indeboliti e con il morale basso, e Giardino sperava ancora "di poterne venire a capo".
Nel frattempo anche il 25 ottobre, sempre a causa della piena del Piave, le armate italiane destinate a effettuare il passaggio del fiume e sferrare l'attacco decisivo furono costrette a rimanere ferme e inattive in attesa dell'abbassamento del livello delle acque; tensione e preoccupazione erano diffuse tra i soldati e negli alti comandi. Nella notte del 26 ottobre invece buone notizie arrivarono dall'isola delle Grave di Papadopoli, dove i britannici della 10ª Armata sopraffecero il battaglione austriaco presente e occuparono saldamente tutto l'isolotto; attraverso nuove passerelle costruite sul Piave vennero trasportati sull'isola altri reparti britannici e italiani.
Anche il secondo giorno di battaglia si concluse con modesti risultati per gli italiani: erano state conquistate le posizioni del Monte Pertica e del Monte Valderòa e le truppe austro-ungariche erano state duramente impegnate, costringendo il generale von Goglia, comandante del "Gruppo Belluno", a richiedere rinforzi per consolidare le difese, ma nel complesso l'alto comando dell'imperial regio Esercito poteva valutare con soddisfazione l'andamento dei combattimenti. Le truppe avevano opposto tenace resistenza, il morale dei reparti appariva più solido e anche le altre armate non ancora attaccate ritenevano di potere resistere.

### 26 ottobre

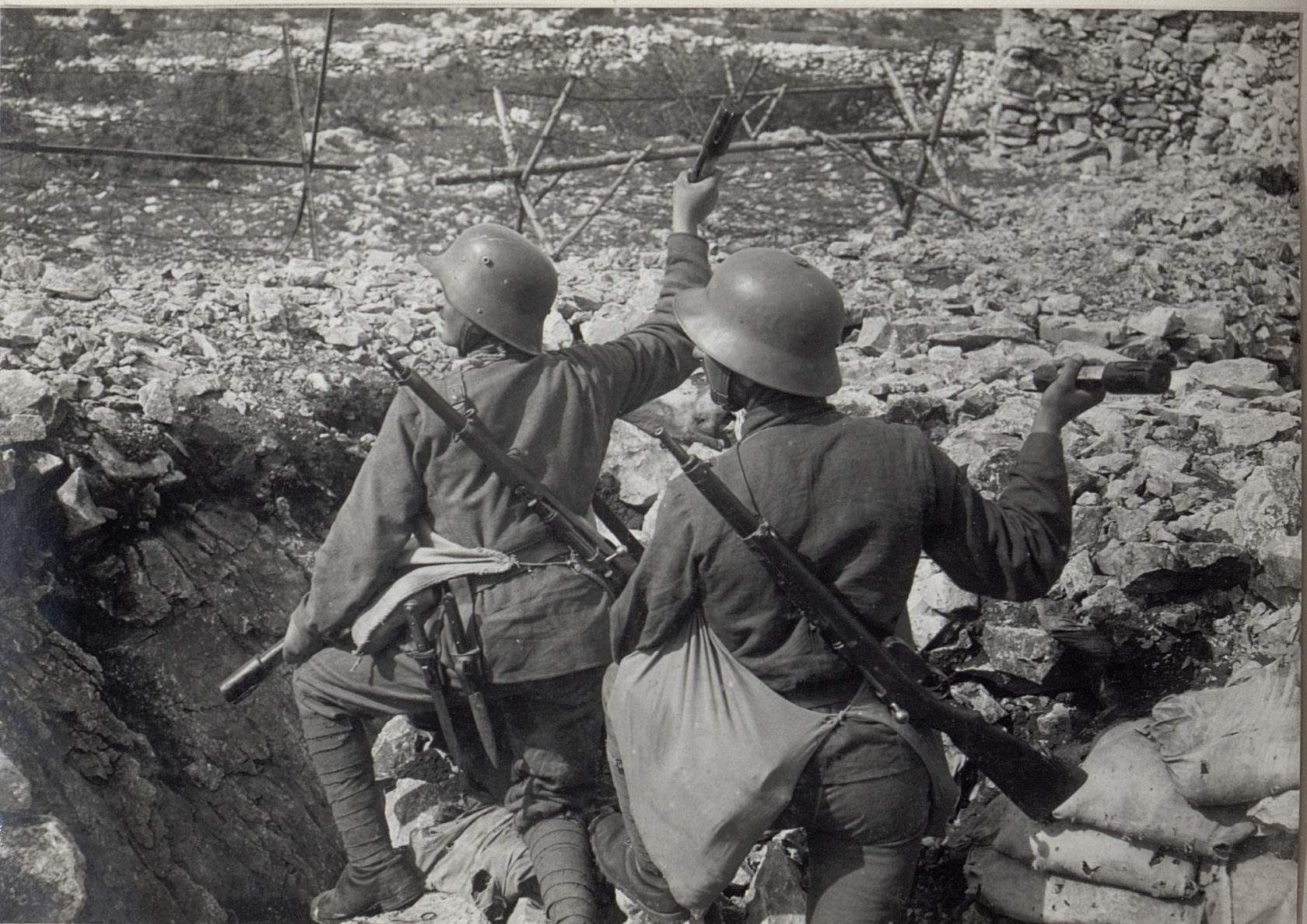
Truppe d'assalto austro-ungariche

Al mattino del 26 ottobre la 4ª Armata fece affluire altri reparti e riprese per il terzo giorno consecutivo i suoi attacchi contro i capisaldi nemici nel Massiccio del Grappa; si svolsero ancora una volta scontri molto violenti e accaniti senza che gli italiani raggiungessero obiettivi decisivi. I ripetuti assalti del IX corpo d'armata furono tutti respinti nonostante i continui interventi dell'artiglieria per cercare di distruggere i reticolati e le postazioni austro-ungariche; alle ore 13 terminò con un insuccesso un attacco della 17ª Divisione fanteria. Il nuovo attacco contro il Monte Asolone venne sferrato dalle brigate fresche Forlì e Siena della 21ª Divisione, ma anche le difese nel frattempo erano state rinforzate con l'intervento della 28ª Divisione austro-ungarica, di reparti della 60ª Divisione e della divisione Edelweiss: i reparti d'assalto italiani riuscirono a raggiungere la sommità del monte e a proseguire lungo la dorsale, ma ancora una volta l'artiglieria austro-ungarica bersagliò le avanguardie italiane isolandole dalle retrovie; quindi il contrattacco ebbe successo e gli attaccanti ripersero le posizioni conquistate. Alle ore 16:00 il generale De Bono fece un ultimo tentativo preceduto dal tiro di tutti i pezzi disponibili, ma nel giro di un'ora anche questo attacco venne respinto soprattutto dal fuoco dei cannoni austriaci.
Fallirono anche tutti gli assalti sferrati dal VI corpo d'armata per cercare di ampliare l'occupazione del Monte Pertica verso il Col della Martina e Osteria del Forcelletto; durante la giornata i reparti della 22ª Divisione subirono forti perdite sotto il fuoco dell'artiglieria nemica e non raggiunsero alcun risultato contro la caparbia resistenza della 48ª Divisione austriaca, supportata da reparti della 42ª Divisione. Il XXX corpo, dopo la conquista il 25 ottobre del Monte Valderòa, intendeva attaccare e occupare con la brigata Bologna il Col del Cuc, i Solaroli e il Monte Spinoncia, mentre il gruppo del generale Bencivenga doveva assaltare il Monte Fontanel: inizialmente questi reparti raggiunsero risultati incoraggianti e la brigata Bologna conquistò il Col del Cuc, ma le truppe austro-ungariche opposero di nuovo una dura resistenza, sostenute dal fuoco dell'artiglieria, che inflisse pesanti perdite agli attaccanti. L'attacco ai Solaroli ebbe inizio alle ore 15:00 e i combattimenti si prolungarono fino alle 19:00; alcuni reparti di alpini e di arditi conquistarono temporaneamente alcune posizioni, ma nel complesso i difensori mantennero il possesso di tutte le quote dominanti. Violenti scontri si estesero lungo tutta la dorsale con attacchi e contrattacchi, entrambe le parti dimostrarono coraggio e tenacia; i soldati delle brigate Lombardia e Aosta e numerosi battaglioni alpini rinnovarono i sanguinosi assalti, subendo perdite elevatissime, senza riuscire a conquistare le montagne di fronte all'accanita difesa delle truppe austro-ungariche.

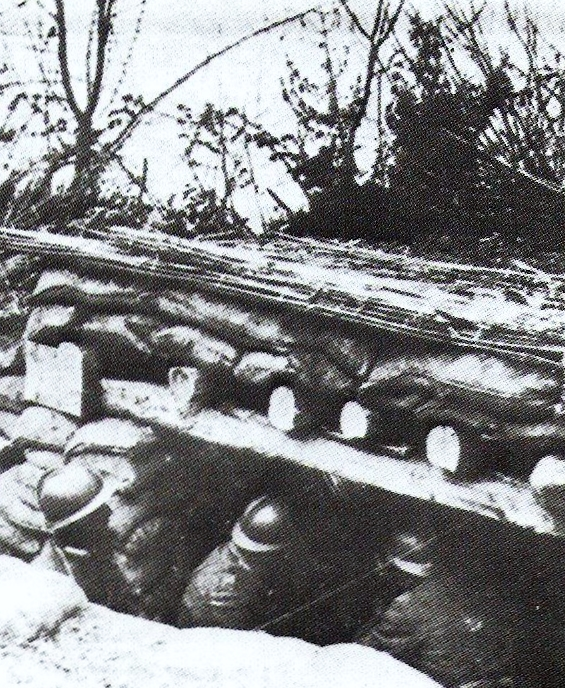
Postazioni italiane sul Piave

Al termine dei combattimenti del 26 ottobre quindi il generale Giardino dovette ammettere che tre giorni di cruente battaglie non avevano consentito di raggiungere alcun risultato tattico decisivo; le truppe erano stanche e molto logorate dopo i ripetuti assalti frontali costati pesanti perdite, non erano disponibili forze fresche, mentre le truppe austro-ungariche avevano dimostrato una sorprendente coesione e grande combattività. Il generale Giardino richiese al comando supremo di poter interrompere gli attacchi sul massiccio del Grappa e impiegare la giornata del 27 ottobre per far riposare le truppe e riorganizzare lo schieramento; il generale Diaz si recò nel pomeriggio al posto di comando della 4ª Armata e alle ore 18:00 autorizzò l'interruzione dell'offensiva, ordinando di rafforzare le posizioni in attesa degli sviluppi delle operazioni sulla linea del Piave.
In questo settore del fronte la piena del fiume cominciò finalmente a diminuire nella serata, e quindi il generale Caviglia diede ordine di cominciare nella notte le operazioni di traghettamento e la costruzione dei ponti per effettuare il passaggio in forze del Piave; Diaz venne informato di questa decisione e si recò sul posto dando il suo pieno consenso e dando prova di ottimismo e fiducia. Nel frattempo le truppe italo-britanniche che avevano occupato nei giorni precedenti l'isola delle Grave di Papadopoli, il 26 ottobre erano riuscite a consolidare le loro posizioni e avevano respinto alcuni contrattacchi; fu quindi possibile dall'isola cominciare a gettare, sotto la copertura della nebbia serale, i ponti verso la riva sinistra del Piave. Alle ore 21:00 tra Pederobba e le Grave di Papadopoli ebbero inizio le operazioni per traghettare i reparti d'assalto oltre il fiume che continuava a scorrere vorticosamente: inizialmente non ci fu reazione da parte dei difensori, dato che gli austro-ungarici avevano organizzato la linea di resistenza due chilometri più indietro, ma la piena del Piave continuò a ostacolare le manovre degli attaccanti.
L'alto comando austro-ungarico continuò a valutare con un certo ottimismo la situazione: nel settore del Grappa la 4ª Armata italiana aveva subito oltre 15000 perdite in tre giorni e il "Gruppo Belluno", pur avendo mobilitato tutte le sue riserve, non aveva avuto bisogno di aiuti da altri settori per respingere gli attacchi. Il generale Wurm, comandante della 5ª Armata, riteneva inoltre che l'attacco all'isola delle Grave di Papadopoli fosse solo una manovra diversiva di scarsa importanza. Nel corso della giornata tuttavia il comando della 6ª Armata rilevò i primi segni di un attacco nel suo settore del Piave, e venne inoltre segnalata la presenza delle temute truppe britanniche sull'isola. Mentre le truppe austro-ungariche in prima linea si battevano con grande tenacia, continuava la lenta disgregazione di parti dell'esercito: l'arciduca Giuseppe avvertì da Bolzano che si stavano estendendo gli ammutinamenti tra le unità ungheresi, e riteneva indispensabile concludere un armistizio e rimpatriare subito le divisioni magiare per evitare defezioni. L'arciduca partì per Vienna per sostenere le sue idee e lasciò il comando del "Gruppo d'armate del Tirolo" al generale Krobatin; nonostante le proteste dei generali Borojević e Arz von Straussenburg, il consiglio dei ministri di Budapest decise il rimpatrio delle unità ungheresi.

### 27 ottobre

#### Contrattacchi austro-ungarici sul Grappa
Le truppe austro-ungariche nel settore del Massiccio del Grappa erano ancora in piena efficienza e il comando del "Gruppo Belluno" era deciso, dopo tre giorni di dura ma efficace difesa, a passare al contrattacco per riconquistare le posizioni perdute. Alle ore 05:00, con un tempo nuovamente grigio e piovoso, i cannoni austriaci aprirono il fuoco in direzione del Monte Pertica occupato dai resti dell'esausta brigata Pesaro: il raggruppamento del generale Ferdinand Kosak, costituito da elementi della 48ª e 55ª Divisione, tra cui il famoso 7º Reggimento carinziano, attaccarono alle ore 07:00 e riuscirono ad avanzare e riconquistare la montagna, anche se il fuoco dell'artiglieria italiana impedì di rafforzare subito la posizione. Gli italiani contrattaccarono e fino alle 12:00 continuarono combattimenti dall'esito alterno e violenti bombardamenti d'artiglieria; gli austriaci sferrarono almeno otto attacchi, ma infine al quinto assalto il 41º reggimento italiano riuscì a riconquistare il Monte Pertica, e reparti delle brigate Firenze e Roma giunsero sul posto di rinforzo.
Raggiunse invece il successo l'attacco a sorpresa contro il Monte Valderòa sferrato alle ore 03:00 da due reggimenti della 17ª e 55ª Divisione austro-ungarica: preceduta dal fuoco dell'artiglieria incominciato alle ore 01:45 e favorita dall'oscurità e dalla nebbia, la fanteria austriaca e bosniaca superò la resistenza di deboli reparti della brigata Aosta e del battaglione alpino Pieve di Cadore e raggiunse la vetta della montagna. Minacciate da un attacco di fianco, le truppe italiane dovettero abbandonare le posizioni e si stabilirono sui versanti orientali; una serie di contrattacchi tardivi e improvvisati furono respinti, gran parte del Monte Valderòa ritornò in possesso degli austro-ungarici.
Il generale Giardino era seriamente preoccupato; le notizie dal settore del Piave erano scarse e i francesi dalla zona della 12ª Armata segnalavano di aver potuto gettare un solo ponte. Il comandante della 4ª Armata si recò sulla linea del fronte per esortare i suoi subordinati a resistere a ogni costo sulle posizioni raggiunte senza contare su rinforzi. Alle ore 13:45 il Comando Supremo, apparentemente senza tenere in considerazione la difficile situazione, ordinò la ripresa degli attacchi sul Grappa per il 28 ottobre, ma il generale Giardino protestò e riuscì a convincere il generale Diaz a rinviare la nuova offensiva al 29 ottobre. Il generale Giardino era consapevole che sul Grappa l'avanzata sarebbe stata lenta e sanguinosa; il nemico appariva ancora tenace e combattivo, disciplinato e con il morale alto, non si avevano notizie di ammutinamenti o defezioni tra i reparti di prima linea del "Gruppo Belluno".

#### Attraversamento del Piave
Le operazioni di attraversamento del Piave, iniziatesi nella notte e ostacolate dal tempo e dalla corrente impetuosa del fiume, furono molto difficili e non ottennero gli ambiziosi obiettivi previsti. La 12ª Armata del generale francese Graziani riuscì con molta difficoltà a gettare un ponte a est di Pederobba, che tuttavia venne subito individuato dagli austro-ungarici e bersagliato dall'artiglieria. Alle ore 03:00 attraversarono il fiume un reggimento francese e due battaglioni alpini, ma alle ore 06:00 il ponte venne colpito dal fuoco dei cannoni e dalle ore 09:00, quasi demolito, divenne inutilizzabile. Di conseguenza i reparti italo-francesi passati sulla riva sinistra, che avrebbero dovuto avanzare verso Valdobbiadene, furono contrattaccati e rimasero bloccati nella loro piccola testa di ponte.

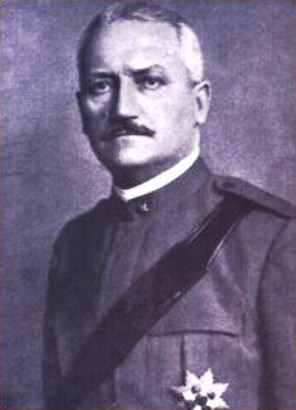
Il generale Enrico Caviglia, comandante dell'8ª Armata

L'8ª Armata del generale Enrico Caviglia, incaricata di sferrare l'attacco decisivo, aveva progettato una complessa operazione di passaggio del fiume che prevedeva di gettare otto ponti tra Vidor e Nervesa; inoltre era stata prevista anche la costruzione di undici passerelle tra Onigo e Ponte della Priula. Nella giornata del 27 ottobre gli avvenimenti ebbero un andamento drammatico con alcuni limitati successi e numerosi fallimenti che sembrarono mettere in pericolo l'esito complessivo dell'operazione. Non fu possibile, a causa della corrente e del fuoco nemico, gettare il primo ponte a Vidor e le tre passerelle dovettero essere interrotte dopo le gravi perdite subite dai reparti di pontieri. Sotto la pioggia e il pesante fuoco dei cannoni austro-ungarici, riuscì invece la costruzione del ponte a Fontana del Buoro, sul Montello. Alla presenza del generale Caviglia, reparti di arditi a bordo di barconi raggiunsero la sponda sinistra di sorpresa; sul ponte subito costruito transitarono una divisione d'assalto, le brigate Cuneo e Mantova, un reggimento della brigata Messina e un gruppo di artiglieria da montagna. Gli attraversamenti avvennero nell'oscurità della notte dalle ore 01:30 e con un tempo in peggioramento; ben presto la situazione divenne difficile: i reparti nella testa di ponte furono sottoposti all'intenso fuoco dell'artiglieria austro-ungarica che cercava di distruggere il ponte, mentre i riflettori scandagliavano le posizioni italiane.
Si concluse invece con un fallimento la prevista costruzione del terzo ponte a est del secondo, mentre il quarto ponte, gettato vicino intorno a mezzanotte con grande difficoltà da una compagnia di pontieri, permise inizialmente il passaggio di elementi delle brigate Pisa e Piemonte, ma alle ore 09:30 venne distrutto dal fuoco dei cannoni austro-ungarici. Disastroso fu il tentativo di gettare il quinto ponte a Falzè: a causa dell'aspra resistenza dei difensori e del violento fuoco dell'artiglieria nemica, le imbarcazioni dei reparti d'assalto furono affondate e oltre 200 arditi annegarono. Infine fallirono anche gli attraversamenti sul settimo ponte a Nervesa, ostacolati dalla corrente impetuosa e dalla conformazione delle sponde; il ponte venne distrutto mentre era ancora in costruzione, isolando 150 arditi che furono decimati e dovettero tornare sulla riva destra. Terminò con un insuccesso anche il tentativo di gettare l'ottavo ponte più a valle.
Attraverso i ponti secondo e quarto quindi erano riusciti a stabilirsi sulla riva sinistra principalmente i reparti del XX corpo d'armata del generale Giuseppe Vaccari; erano all'interno della testa di ponte elementi delle brigate Pisa, Piemonte, Mantova, oltre alla 1ª Divisione d'assalto e ad alcuni reggimenti delle brigate Cuneo e Messina. Il quartier generale del XX corpo assunse il comando delle operazioni sulla sinistra del Piave cercando di mantenere i collegamenti con il XXVII e l'VIII corpo d'armata rimasti sulla riva destra. Sfruttando la sorpresa e il cedimento dell'11ª Divisione ungherese schierata nel settore, gli italiani poterono consolidare le loro posizioni e al primo mattino ampliare la testa di ponte muovendo tre reparti d'assalto che raggiunsero e conquistarono la "linea dei villaggi", Mosnigo, Moriago e Sernaglia. Gli arditi continuarono ad avanzare in direzione di Pieve di Soligo, Collalto e Falzè ma vennero contrattaccati da reparti austro-ungarici di riserva; alle ore 14:00 dovettero ripiegare e nella notte rientrarono a Sernaglia dopo aver catturato 3 200 prigionieri. Al termine della giornata la testa di ponte del XX corpo d'armata era ormai sensibilmente rafforzata: circa 29 battaglioni si trovavano già sulla riva sinistra appoggiati dalla potente artiglieria situata sul Montello.

Truppe italiane in movimento sul Montello, lungo la linea del Piave

A partire dalle ore 12:30 del 27 ottobre ebbe inizio anche l'operazione di attraversamento del Piave da parte della 10ª Armata del britannico Cavan; precedute dal fuoco dell'artiglieria italiana e dall'intervento anche dei cannoni delle batterie britanniche, il XIV corpo d'armata del generale Babington e l'XI corpo italiano del generale Paolini poterono passare, partendo dal villaggio di Salettuol sulla riva destra, prima sulle isole delle Grave di Papadopoli già conquistate in precedenza e quindi raggiunsero la riva sinistra. Nonostante la violenza della corrente e problemi tecnici, le truppe anglo-italiane riuscirono facilmente a prendere piede oltre il Piave, la resistenza nemica inizialmente fu debole. Subito dopo ebbe inizio l'attacco contro la linea principale: la 7ª Divisione britannica procedette in direzione di Borgo Malanotte contrastata da una divisione austro-ungarica, mentre più a sud la brigata Foggia e un reggimento bersaglieri marciarono con difficoltà, a causa del terreno paludoso e della resistenza nemica, fino a Roncadelle e Stabiuzzo. Le operazioni terminarono con successo: venne costituita una solida testa di ponte e vennero catturate alcune migliaia di prigionieri e circa quaranta cannoni.
L'evoluzione favorevole alle Grave di Papadopoli convinse il generale Caviglia a modificare i suoi piani. Nonostante le notizie negative provenienti dalla maggior parte dei punti di attraversamento, il comandante dell'8ª Armata appariva risoluto e deciso a perseverare: fin dalle ore 07:00 aveva rassicurato i suoi sottoposti e ordinato di adottare il piano di emergenza già preparato in precedenza. Il XVIII corpo d'armata del generale Luigi Basso avrebbe attraversato il fiume alle Grave di Papadopoli utilizzando i ponti della 10ª Armata e quindi, marciando lungo la riva sinistra verso Nervesa e i ponti della Priula, avrebbe sbloccato la situazione favorendo il passaggio dell'VIII corpo che era sempre fermo a sud del fiume. Il generale Caviglia aveva già inviato ordini ai comandi del XVIII corpo e della 10ª Armata.
Il comando della 6ª Armata austriaca attaccata lungo il Piave non sembrò molto preoccupato per la costituzione delle due teste di ponte nemiche, e nel corso della giornata continuò a considerare favorevolmente la situazione; alcuni reparti prevalentemente ungheresi avevano mostrato segni di cedimento ma nel complesso l'armata rimaneva in efficienza ed erano attese tre divisioni di rinforzo per contrattaccare ed eliminare la testa di ponte di Sernaglia, mentre altre quattro divisioni, la 10ª e 24ª di fanteria e la 26ª e 43ª cacciatori, avrebbero dovuto attaccare le forze italo-britanniche della 10ª Armata. Il generale Borojević, responsabile del gruppo d'armate schierato sul Piave, era sempre più preoccupato per le defezioni tra le truppe ungheresi e slave e richiese l'uso della forza per reprimere gli ammutinamenti, ma sperava ancora in un esito non sfavorevole della battaglia difensiva.
Nel frattempo a Vienna l'imperatore Carlo aveva preso finalmente decisioni irreversibili: dopo aver comunicato con una lettera le sue intenzioni a Guglielmo II e nonostante la contrarietà del generale Arz von Straussenburg, egli decise di richiedere al presidente Wilson un armistizio immediato e una pace separata. Una nota diretta al presidente statunitense venne consegnata al governo svedese: l'Austria-Ungheria riconosceva il diritto all'indipendenza cecoslovacca e jugoslava, rompeva l'alleanza con la Germania e richiedeva la fine dei combattimenti su tutti i fronti.

### 28 ottobre
Nel settore del massiccio del Grappa gli austro-ungarici sferrarono alcuni attacchi: un tentativo verso il Col del Cuc venne respinto dal tiro dei cannoni italiani, mentre un assalto in forze effettuato da reparti della 50ª Divisione nel settore del Monte Valderòa per eliminare i superstiti della brigata Aosta e di due battaglioni alpini ancora presenti sui versanti della montagna, venne contenuto e fu possibile, da parte del comando italiano, sostituire i reparti più logorati inserendo altri reparti alpini. Il generale Giardino ricevette conferma alle ore 16:30 dal comando supremo che il 29 ottobre la 4ª Armata avrebbe dovuto riprendere gli attacchi; l'avversario apparentemente non dava segno di cedimento, tuttavia il comandante dell'armata riteneva che l'offensiva potesse riuscire grazie al rafforzamento dell'artiglieria; l'attacco inoltre rimaneva importante per impegnare il nemico e favorire l'azione principale sul Piave.

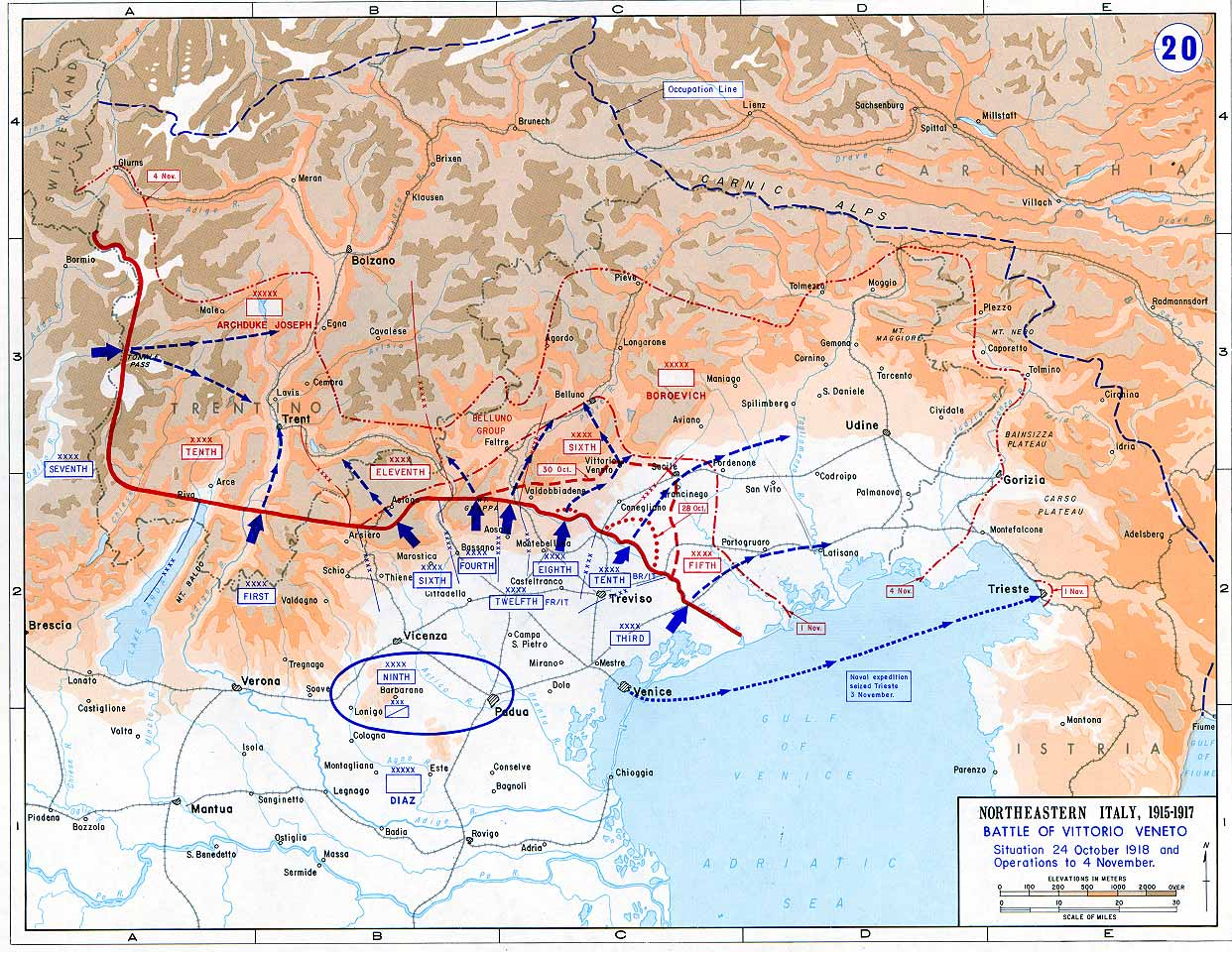
Mappa delle operazioni

Nella testa di ponte di Pederobba della 12ª Armata del francese Graziani, le truppe sulla riva sinistra erano rimaste isolate; prima dell'alba i pontieri costruirono un ponte di barche e rimisero in funzione il ponte principale, e in questo modo passarono il fiume un reggimento francese e un battaglione alpino. Alle ore 09:15 tuttavia i cannoni austro-ungarici danneggiarono di nuovo i ponti e la testa di ponte fu di nuovo isolata. Nonostante queste difficoltà, i reparti sulla riva sinistra passarono all'attacco: i francesi avanzarono a sinistra in direzione della conca di Alano di Piave, mentre sulla destra gli alpini, pur incontrando una tenace resistenza austriaca, fecero notevoli progressi e raggiunsero al termine della giornata Valdobbiadene.
Nella testa di ponte principale dell'8ª Armata la situazione delle truppe del XXII corpo era ancora critica a causa soprattutto delle condizioni del fiume in piena, e della mancanza di attraversamenti stabili. L'artiglieria austro-ungarica bombardava tutte le posizioni italiane e soprattutto il corso del Piave rendendo estremamente difficoltoso il lavoro dei pontieri; le comunicazioni con la testa di ponte di Sernaglia si effettuavano per mezzo di nuotatori e aeroplani che lanciavano sacchi di munizioni e vettovaglie. I tentativi di ricostruire il primo ponte a Vidor e il secondo a Fontana del Buoro erano falliti nella notte mentre il quarto ponte a Casa Biadene era stato parzialmente riaperto e aveva permesso di trasferire sulla riva sinistra, passando a piedi su strette passerelle e in parte a guado, reparti della 60ª Divisione e un battaglione della brigata Messina. Alle ore 07:30 anche questo precario ponte venne colpito e distrutto dal fuoco dei cannoni austro-ungarici; i ponti di Nervesa e della Priula erano sempre fuori uso e quindi l'VIII corpo d'armata era sempre bloccato a sud del fiume.
Nonostante queste difficoltà, il generale Vaccari, comandante del XXII corpo, dimostrò decisione e fiducia: durante una riunione alle ore 10:30 con i suoi generali, esortò non solo a difendere tenacemente la testa di ponte ma a passare all'attacco; erano infatti state segnalate dall'aviazione colonne nemiche in movimento verso nord e la resistenza austriaca dava segni di indebolimento. Le truppe delle brigate Piemonte e Porto Maurizio riuscirono ad avanzare dalla testa di ponte e raggiunsero senza molta difficoltà Falzè e Chiesola. Alle ore 14:00 il generale Caviglia, consapevole che la battaglia era giunta al momento più importante e che il nemico era vicino al crollo, diramò un ordine del giorno alle sue truppe in cui rimarcava che entro 24 ore la battaglia sarebbe stata decisa e che la storia d'Italia "forse per un secolo" sarebbe dipesa dalla tenacia delle truppe nelle prossime giornate. Era quindi necessario ricostruire nella notte tutti i ponti; le truppe dovevano passare all'attacco con il massimo spirito offensivo per il "raggiungimento degli obiettivi prefissi".
Mentre le truppe austro-ungariche in prima linea si battevano validamente e con successo da quattro giorni, stavano continuamente aumentando i segni di disgregazione soprattutto nei reparti di retrovia che, meglio informati sugli avvenimenti internazionali e sulle voci di armistizio, erano vicini al collasso. Anche se il generale Giardino scrisse nelle sue memorie che in quei giorni, di fronte alla accanita e valorosa difesa delle truppe austro-ungariche, non aveva avvertito i prodromi delle defezione e della sedizione, fin dalla notte del 27 ottobre si erano verificate ribellioni e rifiuti al combattimento di unità di seconda schiera assegnate al fronte del Grappa per contrattaccare: undici reggimenti su cinquantuno non obbedirono. Al mattino del 28 ottobre la situazione divenne molto precaria sulla linea del Piave, il generale Borojević considerò la possibilità di evacuare subito il Veneto, mentre quattro divisioni rifiutarono di entrare in azione. In queste condizioni fu impossibile contrattaccare e contenere le teste di ponte nemiche. Due divisioni austro-ungariche, esauste, ripiegarono dal settore di Sernaglia fino alla linea Bigolino-Colbertaldo-Farra di Soligo, dove avrebbero dovuto essere rinforzate dalla 34ª Divisione che tuttavia in parte si era già disgregata; alcuni reparti si ammutinarono.

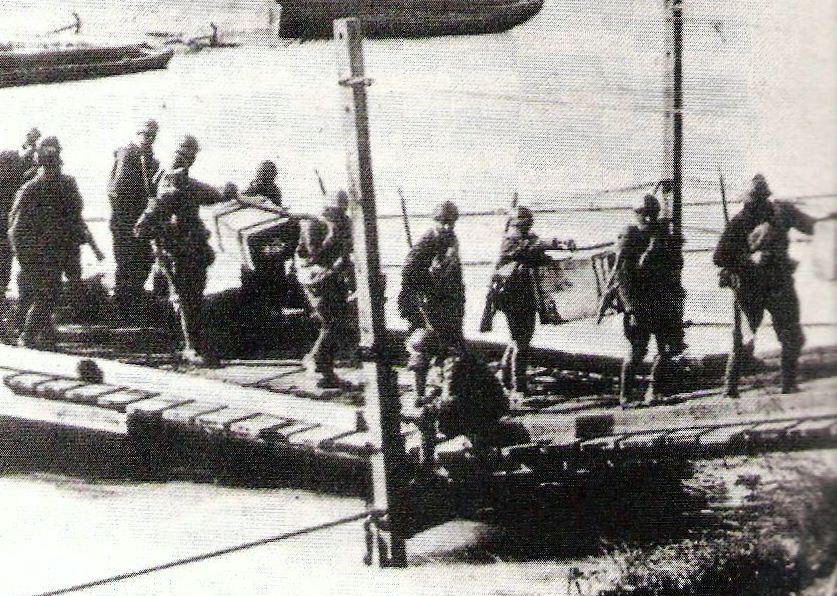
Soldati italiani attraversano il Piave su una passerella durante la battaglia

Dalle ore 07:00 la manovra ordinata dal generale Caviglia alle Grave di Papadopoli era in pieno svolgimento; sui ponti della 10ª Armata di Salettuol e Palazzon, dalle ore 12:00 attraversarono il Piave le unità del XVIII corpo d'armata del generale Basso. Passarono per prime le brigate Como, Bisagno e Sassari che raggiunsero la riva sinistra e nel pomeriggio avanzavano decisamente verso nord-ovest per intercettare la strada Treviso-Udine. Le brigate Como e Bisagno occuparono alcuni villaggi e si avvicinarono a Susegana, nei pressi dei ponti della Priula dove era rimasto bloccato l'VIII corpo d'armata, furono catturati molti prigionieri. Il generale Caviglia in serata poté comunicare al re Vittorio Emanuele III che la manovra laterale del XVIII corpo aveva raggiunto il suo obiettivo, sbloccando la precaria situazione dell'VIII corpo, passato al comando del generale Grazioli dopo la destituzione del generale Asclepia Gandolfo.
Raggiunse decisivi successi anche la 10ª Armata del generale Cavan che, avanzando sulla destra del XVIII corpo d'armata, superò la resistenza del XVI corpo austriaco del generale Králíček appartenente alla 5ª Armata: i britannici occuparono Tezze di Piave e, in collegamento con la brigata Como, si avvicinarono alla linea del fiume Monticano (Kaiserstellung) dove riferirono che il nemico era ancora numeroso e combattivo. La situazione degli austro-ungarici si aggravò nel pomeriggio: la 5ª Armata era in ritirata verso il fiume Monticano, mentre l'ala sinistra della 6ª Armata, attaccata dal XVIII corpo italiano, dovette a sua volta abbandonare le posizioni. In serata il generale Schönburg-Hartenstein, comandante della 6ª Armata, assegnò al generale von Nöhring tre divisioni di rinforzo, 36ª di fanteria e 43ª e 44ª cacciatori, per contrattaccare gli italo-britannici, ma gran parte di queste forze di riserva defezionarono e solo otto battaglioni rimasero disponibili; anche la linea del Monticano era in pericolo e il XVI corpo austriaco si stava ritirando in rotta dietro il fiume.
Durante la giornata più volte il generale Borojević comunicò al Comando supremo austro-ungarico l'aggravarsi della situazione: egli riteneva che "se il nemico continua a guadagnare terreno" la situazione poteva diventare "oltremodo pericolosa". Il comandante delle difese sul Piave considerava la possibilità di abbandonare il Veneto e chiedeva indicazioni da parte dell'alto comando, ritenendo importante preservare almeno una parte dell'esercito per mantenere l'ordine in patria e difendere la monarchia asburgica. Nel frattempo gli ammutinamenti si stavano estendendo alle truppe nel Trentino e anche alla marina austro-ungarica; alle ore 15:45 l'imperatore Carlo ordinò al generale Weber von Webenau a Trento di concludere al più presto l'armistizio, accettando qualsiasi condizione esclusa una eventuale richiesta di libero passaggio attraverso i territori dell'Impero da parte delle truppe nemiche per attaccare la Germania da sud. Il generale Arz von Straussenburg avvertì il generale Borojević della missione affidata al generale Weber, sollecitandolo a "combattere fino alla prossima settimana" per ottenere condizioni più favorevoli di armistizio.

### 29 ottobre
Il generale Giardino diede inizio, secondo le direttive impartite dal Comando Supremo di Abano, a un nuovo giorno di attacchi nel settore del Grappa. Alle ore 09:00, con un tempo in miglioramento, il IX corpo d'armata sferrò l'assalto al monte Asolone e al Col della Berretta con in testa i reparti di arditi del maggiore Giovanni Messe: furono raggiunti alcuni successi iniziali ma ancora una volta gli austro-ungarici concentrarono le loro forze e contrattaccarono. Entro le ore 11:00 gli italiani erano ritornati sulle posizioni di partenza; gli arditi subirono perdite e il maggiore Messe fu ferito. L'attacco del VI corpo d'armata non raggiunse alcun risultato, l'artiglieria austro-ungarica intervenne con efficacia e i reparti italiani sul Monte Pertica dovettero anche respingere un assalto nemico. Alle ore 18:00 il Comando Supremo, di fronte alla tenace resistenza, dovette ordinare di nuovo di sospendere gli attacchi il 30 ottobre, in attesa degli sviluppi della situazione sul Piave. In effetti sulla destra della 4ª Armata la 12ª Armata del francese Graziani stava facendo buoni progressi e minacciava di aggirare da est le difese del massiccio del Grappa. Le brigate Re e Trapani del I corpo d'armata avanzarono verso la conca di Alano di Piave e il villaggio di Favari, mentre sulla sinistra del Piave la 23ª Divisione francese occupò Segusino e la 52ª Divisione alpina marciò con successo lungo i ripidi pendii del Monte Cesen; due divisioni austro-ungariche erano state sconfitte e ripiegavano in direzione di Follina.

Soldati italiani in movimento nel settore del fiume Piave

La situazione stava evolvendo in modo sempre più favorevole agli italiani soprattutto nel settore del Piave; nella notte la corrente del fiume era diminuita e l'artiglieria austro-ungarica, messa in pericolo dall'avanzata laterale delle colonne del XVIII corpo, aveva molto ridotto la sua attività. In queste condizioni i reparti pontieri poterono attivare due nuovi attraversamenti a Fontana del Buoro e a valle dei ponti della Priula mentre venne potenziato il ponte di Salettuol utilizzato dalle truppe britanniche. L'intera 8ª Armata del generale Caviglia passò quindi sulla riva sinistra del Piave, e il XXII corpo poté incominciare l'avanzata in profondità senza incontrare molta resistenza; vennero occupate Pieve di Soligo, Solighetto e Refrontolo. Anche l'VIII corpo, passato al comando del generale Grazioli, riuscì finalmente ad attraversare il fiume sul ponte costruito a Nervesa; una parte delle truppe, brigate Tevere e Aquila, marciò fino a Santa Maria di Feletto, mentre la brigata Lucca avanzò sulla direttrice Susegana-Manzana-Vittorio Veneto. Sul ponte della Priula attraversò l'intera 2ª Divisione d'assalto che raggiunse e liberò Susegana. Contemporaneamente il XVIII corpo d'armata avanzava rapidamente verso nord; a Ramera e Sarano le brigate della 33ª Divisione furono duramente contrastate da reparti austro-ungarici del XXIV corpo d'armata schierati per proteggere Conegliano ma le brigate Sassari e Bisagno riuscirono gradualmente ad avanzare, mentre le brigate Como e Ravenna dopo aver superato le difese nemiche marciarono verso il fiume Monticano.
La posizione della 6ª Armata austro-ungarica diveniva sempre più precaria: questa era ormai separata dalla 5ª Armata a causa del profondo cuneo inserito dalle forze nemiche a nord del Piave, e le unità austriache del XXIV corpo inoltre rischiavano di essere tagliate fuori dall'avanzata del XVIII corpo e dalla contemporanea marcia dei reparti britannici di Cavan che erano già a nord del fiume Monticano. La 10ª Armata anglo-italiana riuscì infatti a superare la resistenza di due divisioni austro-ungariche: alcune formazioni arrivarono al fiume e, sostenute da violenti attacchi di aerei italiani e britannici che scossero le difese, lo superarono alle ore 10:00 e costituirono una testa di ponte. Alcuni reparti austriaci si disgregarono, e fuggirono in disordine, altri rifiutarono di contrattaccare; una parte delle truppe britanniche alle ore 12:00 occuparono Cimetta mentre altri reparti avanzarono verso nord-ovest e minacciarono le retrovie del XVI corpo austro-ungarico.

Artiglieria pesante campale italiana da 149/35 Mod. 1901 in azione

La 6ª Armata austro-ungarica rischiava quindi di essere isolata e distrutta: mentre il XXIV corpo si batteva per coprire Conegliano, le truppe incaricate di frenare l'avanzata del XXII corpo d'armata italiano stavano arretrando a loro volta nel crescente disordine; il generale Wurm, comandante della 5ª Armata, avvertì del successo britannico a nord del Monticano. Alle ore 16.30 venne ordinata la ritirata generale della 6ª Armata dietro il Livenza, ma questa manovra tuttavia provocò la perdita del contatto sul fianco destro con il "Gruppo Belluno" del generale von Goglia che a sua volta nel pomeriggio ordinò i primi ripiegamenti per coprire le Prealpi Bellunesi. Alle ore 23:00 le brigate Sassari e Bisagno occuparono Conegliano, mentre il XXIV corpo austro-ungarico si ritirava verso Sacile. Anche il generale Wurm aveva deciso la ritirata, e la 5ª Armata durante la notte incominciò a evacuare la linea del basso Piave.
Le truppe italiane quindi rientrarono nelle prime città e villaggi del Veneto occupati per quasi un anno dal nemico e liberarono le popolazioni che avevano duramente sofferto il dominio austro-ungarico. Le devastazioni e i saccheggi operati specialmente dai soldati tedeschi e ungheresi erano state notevoli, e i soldati italiani furono accolti con grande sollievo e ricevettero entusiastiche acclamazioni dalla popolazione liberata.
Il generale Borojević riteneva ormai la situazione disperata: si moltiplicavano le defezioni e gli ammutinamenti tra i reparti, era impossibile continuare la resistenza. Egli considerava soprattutto importante salvaguardare una parte dell'esercito e organizzare la ritirata fino ai confini dell'impero, e alle ore 12:00 diede indicazioni in questo senso al quartier generale austro-ungarico; alle ore 19:30 il generale Arz von Straussenburg ordinò l'evacuazione "in modo ordinato" del Veneto, ma il comando del Gruppo d'armate del Tirolo comunicò che a causa delle condizioni delle truppe questa manovra di ritirata era inattuabile e consigliò un armistizio immediato senza condizioni. Nella mattinata si era avuto il primo contatto tra le due parti in lotta: alle ore 09:20 il capitano Kamillo von Ruggera, incaricato dal generale Weber, aveva superato le linee italiane a Serravalle all'Adige per presentare una missiva della commissione d'armistizio austriaca trasferitasi a Rovereto. Ricevuto al comando della 26ª Divisione fanteria italiana, l'ufficiale austriaco consegnò la lettera del generale Weber che chiedeva di aprire le trattative per stabilire le condizioni di armistizio; la lettera venne trasmessa al Comando Supremo italiano che contestò la validità giuridica dei documenti presentati e affermò che non si intendeva intavolare alcuna trattativa che avrebbe potuto interrompere le operazioni belliche; si era invece pronti a ricevere delegati con pieni poteri per comunicare loro le condizioni per la resa concordate dall'alto comando italiano con gli alleati.

### 30 ottobre

#### Inizio della ritirata austro-ungarica
I generali Diaz e Badoglio erano ormai consapevoli che l'esercito avversario stava crollando e intendevano sfruttare al massimo la situazione senza concedere tregua al nemico e cercando di trasformare la sua ritirata in rotta irreversibile. Vennero quindi diramati ordini alla 3ª Armata del Duca d'Aosta di passare subito il basso Piave: quattro divisioni di cavalleria furono attivate e spinte avanti con l'ordine di superare le colonne nemiche in ritirata e bloccare i punti di attraversamento del Tagliamento da Pinzano al mare; la cavalleria doveva avanzare soprattutto a nord della ferrovia Conegliano-Codroipo.
Il generale Giardino venne avvertito al mattino del 30 ottobre di limitarsi momentaneamente ad azioni minori ma di prepararsi ad avanzare risolutamente con la 4ª Armata in caso di sviluppi risolutivi della situazione. Nel corso della giornata quindi nel settore del massiccio del Grappa le truppe italiane non sferrarono altri attacchi, mentre l'aviazione cominciò a individuare colonne nemiche in marcia nelle retrovie verso nord. In effetti il generale von Goglia, comandante del "Gruppo Belluno" nel pomeriggio comunicò al XXVI e al I corpo d'armata la necessità di abbandonare le posizioni e ripiegare; in seconda linea le unità di rinforzo avevano quasi completamente defezionato. Dopo una serie di discussioni, alle ore 24:00, appreso dei successi della 12ª Armata italo-francese sul fianco sinistro, il generale von Goglia ordinò finalmente la ritirata generale, 70 000 soldati austro-ungarici abbandonarono le posizioni tenacemente difese per giorni, intraprendendo una difficile ritirata e lasciando sul posto gran parte dell'artiglieria. Effettivamente la 12ª Armata del generale Graziani stava avanzando verso Feltre per aggirare il massiccio del Grappa: la brigata Taranto liberò Alano di Piave, mentre la brigata "Trapani" si avvicinò a Quero; a est del Piave, le truppe francesi avanzarono dopo aver occupato Segusino, mentre i reparti alpini salirono sulle Prealpi Bellunesi, occupando completamente il Monte Cesen.

#### Liberazione di Vittorio Veneto
Nel corso della notte del 29-30 ottobre la 6ª Armata austriaca aveva continuato la sua confusa e difficile ritirata dopo aver rinunciato a contrastare la testa di ponte nemica sul Piave. Il XXIV corpo riuscì a evitare di essere isolato a sud del Monticano e raggiunse Sacile e Brugnera, mentre il II corpo attraversò in disordine Vittorio Veneto; la città venne saccheggiata nella notte dalle colonne in rotta e nella mattinata gli austro-ungarici si ritirarono verso Polcenigo per cercare riparo dietro il Livenza. Il comando della 6ª Armata sperava di poter trattenere temporaneamente il nemico su quel fiume, prima di rafforzare le difese sulla linea Aviano-Vivaro-Arzene. La situazione delle truppe austro-ungariche era disastrosa e anche la volontà combattiva era compromessa; una serie di attacchi aerei italiani aumentarono il disordine e la demoralizzazione tra i reparti.

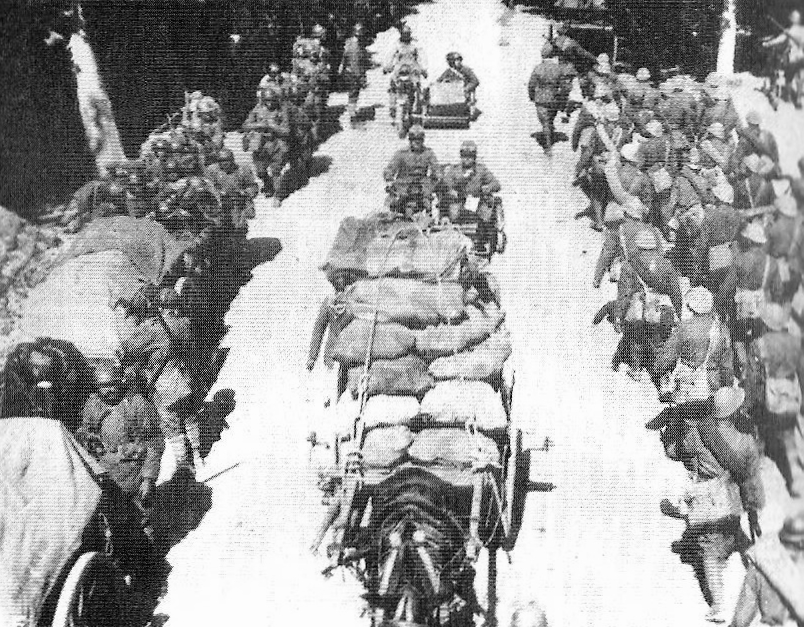
Truppe italiane e cecoslovacche (sulla destra), in movimento dietro il fronte del Piave

In queste condizioni il generale Caviglia poté accelerare l'avanzata delle sue truppe: la cavalleria venne portata avanti per l'inseguimento e l'8ª Armata avanzò su tutto il fronte. Alle ore 15:00 sezioni del XX reparto d'assalto, precedute fin dal mattino da unità di ciclisti e dalla cavalleria dei lancieri "Firenze", entrarono a Vittorio Veneto accolte festosamente dalla popolazione; giunsero anche reparti di fanteria dell'VIII e del XXII corpo d'armata e furono catturati i soldati austriaci superstiti. Dopo la liberazione di Vittorio Veneto, l'8ª Armata proseguì l'avanzata fino alla sera verso la stretta di Serravalle pressando da vicino le truppe austro-ungariche in rotta; altri reparti raggiunsero Follina, Tovena e Revine, le brigate Bisagno e Sassari marciarono verso il Cansiglio e le sorgenti del Livenza, le brigate Como e Ravenna avanzarono su Cordignano e Villa di Villa. Nel settore della 10ª Armata del generale Cavan le truppe britanniche avanzarono verso Sacile dove incontrarono ancora dura resistenza; venne raggiunto il Livenza a Francenigo, mentre anche la 37ª Divisione italiana marciò verso il fiume e occupò Fontanellette; infine la 23ª Divisione italiana deviò la sua avanzata verso destra per favorire il passaggio del basso Piave della 3ª Armata, liberò Oderzo e si avvicinò a Ponte di Piave.
L'attraversamento del Piave da parte dell'armata del Duca d'Aosta ebbe inizio alle ore 06:00, preceduto da due ore di fuoco d'artiglieria, e si sviluppò piuttosto lentamente; le teste di ponte furono consolidate solo nel pomeriggio dopo lunghi combattimenti sul terreno paludoso, grazie anche alla minaccia da nord delle truppe italiane della 10ª Armata. I ponti furono costruiti a Salgareda, dove attraversò dopo alcune difficoltà la brigata Ionio, a Romanziol, dove passò la brigata Ferrara, a San Donà di Piave, dove le brigate Cosenza e Sesia attraversarono su passerelle a valle del ponte ferroviario e liberarono la cittadina. La brigata Granatieri di Sardegna e il reggimento della Marina attraversarono il fiume a Chiesanuova e a Revedoli. Nel pomeriggio gli austro-ungarici incominciarono la ritirata resa difficile dal terreno fangoso ma favorita in parte dalla scarsa pressione degli italiani, che avanzarono con prudenza verso il Livenza.
La situazione politico-militare dell'esercito e dell'Impero austro-ungarico stava divenendo sempre più confusa. Nella mattinata del 30 ottobre si riunirono a Udine i generali Borojević, Schönburg-Hartenstein e Wurm; si discussero le proposte provenienti dal Comando Supremo di Baden di cessazione del fuoco e di trattative separate di ogni singola armata. Queste ipotesi furono criticate e il generale Borojević decise di rinviare la capitolazione, convinto ancora che la disgregazione dell'Impero fosse evitabile e che l'esercito sarebbe stato essenziale per evitare sviluppi rivoluzionari. Fu anche respinta la proposta del generale Zeidler Daublebsky, della cancelleria dell'imperatore, di consultare le truppe sulle decisioni da prendere. I soldati, stanchi e demoralizzati, si ritiravano disordinatamente mentre correvano voci di rivolte e scontri a Praga, Zagabria, Vienna e Fiume.
Nel frattempo proseguiva con difficoltà la ricerca delle trattative da parte della commissione d'armistizio austro-ungarica: dopo il tentativo del capitano von Ruggera, alle ore 17:00 il generale Weber in persona, accompagnato dal colonnello Karl Schneller e dal tenente colonnello Viktor von Seiller, attraversò le linee per presentare la documentazione richiesta dagli italiani e intraprendere colloqui diretti. Alle ore 20:00 il Comando Supremo italiano dispose che i tre ufficiali austriaci fossero per il momento trattenuti ad Avio e che i documenti fossero inoltrati al quartier generale di Abano.

### 31 ottobre
I segni del crollo dell'esercito austro-ungarico erano ormai sempre più evidenti: le notizie di trattative, di rivolte e di radicali cambiamenti politici nelle regioni dell'Impero stavano raggiungendo le truppe accentuando la confusione, la delusione, la volontà di cessare i combattimenti. Mentre alcuni reparti continuarono a battersi con valore, la massa dell'esercito in ritirata incominciò a frantumarsi in gruppi separati interessati solo a raggiungere le rispettive regioni nazionali; si verificarono saccheggi, rifiuti di obbedienza, conflitti di comando, contrasti tra soldati di etnia diversa, assalti a treni e mezzi di trasporto per accelerare la fuga.

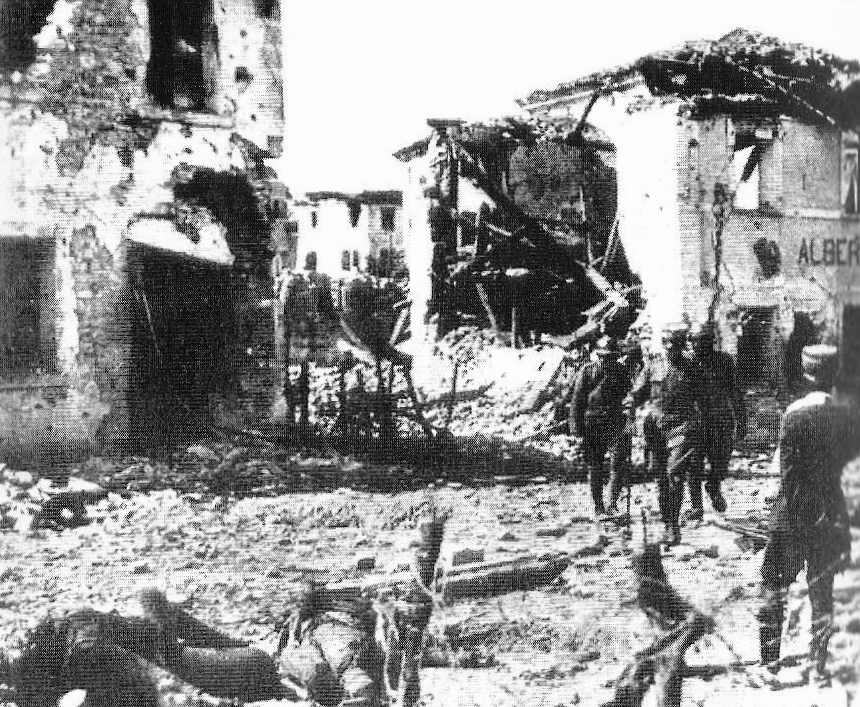
Militari italiani tra le rovine di Nervesa dopo la battaglia

Il generale Diaz e il sottocapo di stato maggiore Badoglio diramarono la prima direttiva generale per l'inseguimento finale del nemico indicando obiettivi dettagliati alle varie armate, che avrebbero dovuto avanzare su tutto il fronte per guadagnare più terreno possibile nel poco tempo rimasto prima della conclusione della guerra. Nel documento n. 14619 il Comando Supremo, dopo aver sottolineato che "il nemico accenna a ripiegare su tutto il fronte", indicava le direttrici previste per bloccare la ritirata e per occupare il saliente del Trentino con la 7ª, 1ª e 4ª Armata, mentre nella pianura veneta la 8ª, 10ª e 3ª Armata avrebbero sfruttato la vittoria in direzione del Tagliamento e dell'Isonzo.
Le armate austro-ungariche del "Gruppo Belluno" stavano ripiegando e le truppe della 6ª Armata italiana si misero in movimento, raggiungendo Cismon del Grappa prima delle divisioni della 4ª Armata che il generale Giardino aveva fatto avanzare in massa dalle ore 08:45. I soldati della 4ª Armata poterono finalmente conquistare le posizioni accanitamente difese per giorni dal nemico: il VI e il IX corpo occuparono il Col della Berretta e il Monte Prassolan, mentre il XXX corpo del generale Montanari raggiunse le altre quote più importanti. Giardino aveva prescritto al XXX corpo di anticipare l'avanzata dei francesi del generale Graziani sulla direttrice Feltre-Fonzaso, e gli alpini della 80ª Divisione marciarono su Feltre che venne raggiunta e liberata alle ore 17:30 precedendo le truppe francesi che arrivarono in forze solo il 2 novembre. La 12ª Armata italo-francese la sera del 31 ottobre raggiunse con la 23ª Divisione francese il villaggio di Caorera, mentre la 52ª Divisione italiana occupò Busche e Lentiai.

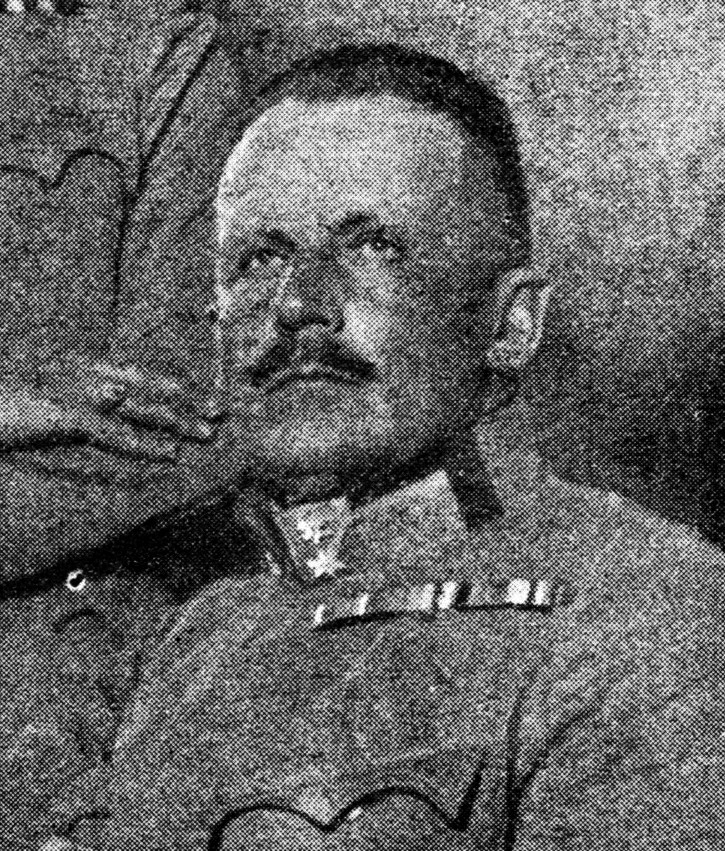
Il generale Viktor Weber von Webenau, capo della commissione d'armistizio austro-ungarica

La ritirata del "Gruppo Belluno" era minacciata anche dall'avanzata dell'ala sinistra dell'8ª Armata del generale Caviglia in direzione dell'alta valle del Piave; nonostante l'aspra difesa da parte austriaca di Fadalto, gli italiani aggirarono la posizione attraverso il Cansiglio e alcuni reparti penetrarono in Valbelluna. Le divisioni di cavalleria lanciate in avanti dal generale Caviglia poterono incominciare l'inseguimento delle truppe rimaste della 6ª Armata austro-ungarica che alle ore 15:45 ricevettero l'ordine di ripiegare dietro il Tagliamento; i cavalieri della 1ª e 3ª Divisione superarono la Livenza a Vigonovo e Fiaschetti e liberarono Polcenigo. Il corso della Livenza venne raggiunto in forze anche dalla 10ª Armata anglo-italiana del generale Cavan e furono le truppe britanniche del XIV corpo che conquistarono dopo duri scontri Sacile. Infine più a sud, mentre anche la 5ª Armata austro-ungarica si ritirava verso il Tagliamento, i reparti di fanteria della 3ª Armata avanzarono verso la Livenza rallentati dal terreno parzialmente allagato; nel pomeriggio la cavalleria dell'armata del Duca d'Aosta raggiunse il fiume a Motta di Livenza, seguita più a valle dalla 23ª Divisione fanteria.
Nel frattempo avevano avuto inizio con molta difficoltà i colloqui per la cessazione delle ostilità. Alle ore 07:00 il Comando Supremo italiano comunicò al generale Weber che le condizioni d'armistizio sarebbero state comunicate a Villa Giusti, una residenza nei pressi della sede del quartier generale di Abano. Il generale Weber quindi richiamò ad Avio gli altri membri della commissione rimasti a Rovereto e alle 16:00 tutti i rappresentanti austro-ungarici furono trasferiti su automezzi a Villa Giusti che venne raggiunta alle 20:00. Durante la notte il Presidente del Consiglio Vittorio Emanuele Orlando, che si trovava a Parigi, avvertì telegraficamente Diaz che a breve sarebbe stato trasmesso il testo in francese del lungo documento di armistizio concordato dagli Alleati, che avrebbe dovuto essere comunicato ai rappresentanti austro-ungarici senza ammettere discussioni sulle sue clausole.

### 1º novembre
Nel settore dell'altopiano dei Sette Comuni il 1º novembre la 6ª Armata del generale Montuori si mise in movimento su tutta la linea, incontrando ancora resistenza fino al termine della giornata quando il Gruppo d'armate del Tirolo diede ordine anche alla 10ª e 11ª Armata austro-ungarica di dare inizio alla ritirata prima sull'altopiano di Folgaria e poi su Trento. Fu soprattutto la 48ª Divisione britannica del generale Walker che ebbe difficoltà su Monte Rasta e Monte Interrotto, mentre anche la 20ª Divisione italiana fu contrastata nella val d'Assa. Buoni risultati ottenne la 24ª Divisione francese del generale Odry che conquistò il Monte Ongara, facilitando anche l'avanzata dei reparti italiani delle brigate Murge, Lecce, Bergamo e Ancona che più a est occuparono gran parte delle montagne più importanti tra Asiago e le Melette. Nel frattempo la 4ª Armata del generale Giardino continuava la sua faticosa marcia per aggirare da nord-est l'altopiano: nel pomeriggio le truppe del IX corpo d'armata liberarono Primolano e quindi raggiunsero Grigno dove dovettero battersi aspramente contro le retroguardie nemiche; altre tre divisioni occuparono Arsiè, Fonzaso, Ponte della Serra, mentre la conca di Feltre venne completamente liberata dalle forze del XXX corpo d'armata. Contemporaneamente, provenienti dalla stretta di Quero, si avvicinavano a Feltre da est anche i reparti francesi e italiani della 12ª Armata.

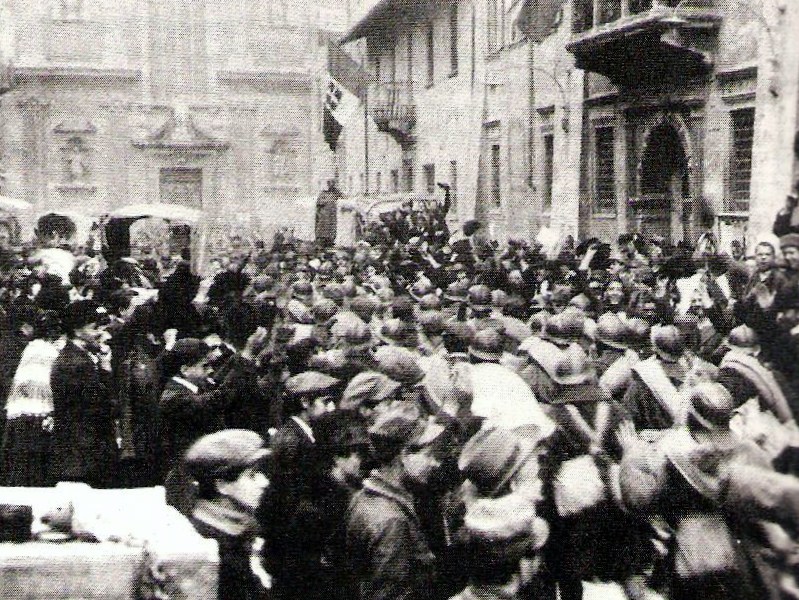
I soldati italiani sfilano per le vie di Trento il 3 novembre 1918

Dal 1º novembre le operazioni dell'8ª Armata assunsero il carattere di un inseguimento dell'esercito austro-ungarico in rotta verso i confini dell'impero; il generale Caviglia scrisse nelle sue memorie che a partire dal quel giorno le sue truppe dovettero affrontare solo scontri sporadici con le retroguardie nemiche, e che il suo compito si limitò all'assegnazione delle direttrici di avanzata e alla delimitazione delle zone di marcia assegnate ai vari corpi della sua armata. Durante l'avanzata le avanguardie mobili di ciclisti e autoblindo italiane ottennero alcuni brillanti successi: alle ore 12:00 a Ponte nelle Alpi sorpresero un gran numero di truppe austro-ungariche disordinate e demoralizzate, catturando molti prigionieri e lasciando solo piccoli nuclei a fuggire verso Longarone, mentre a San Quirino fu attaccata e sbaragliata dalle unità celeri italiane una divisione ungherese. Le divisioni del XXVII corpo del generale Antonino Di Giorgio parteciparono all'inseguimento e avanzarono oltre la Livenza verso Spilimbergo, mentre le brigate Campania, Mantova e Piemonte, appartenenti al XVIII corpo d'armata, liberarono Mel, Trichiana, Farra e Limana; un reggimento della brigata Porto Maurizio raggiunse e occupò Belluno.
In serata il comando della 6ª Armata austro-ungarica dovette ordinare, di fronte allo sfacelo delle sue divisioni e all'arrivo delle avanguardie italiane a Meduna di Livenza e Prata di Pordenone, la ritirata verso la Carinzia. Sul fiume Meduna l'aviazione italiana effettuò numerose missioni di attacco a bassa quota, infliggendo gravi perdite e pesanti danni alle colonne in fuga e accentuando la disorganizzazione e la demoralizzazione degli austro-ungarici. Le altre armate italiane avevano ormai raggiunto in forze la Livenza: i britannici e la brigata Caserta, appartenenti alla 10ª Armata, superarono il fiume e raggiunsero Maron e Villanova, mentre, nel settore della 3ª Armata del Duca d'Aosta, la brigata Cosenza attraversò a San Stino.
A Villa Giusti il generale Weber si incontrò alle ore 10:00 con il generale Badoglio, il colonnello Pietro Gazzera e l'interprete, capitano Trenner. Nella notte era arrivato il testo in italiano delle condizioni di armistizio concordate con gli Alleati che tuttavia presentava lacune ed errori. Nell'attesa dell'arrivo del documento ufficiale in francese, il testo venne presentato dal generale Badoglio ai rappresentanti austriaci. Le clausole prevedevano l'evacuazione dei territori italiani ancora occupati, la consegna dei territori previsti dal patto di Londra, la restituzione dei prigionieri, la requisizione delle armi e il libero passaggio attraverso il territorio austro-ungarico per continuare la guerra contro la Germania. Di fronte al freddo e distaccato Badoglio, il generale Weber si mostrò sorpreso per queste clausole, chiese chiarimenti e inviò due ufficiali oltre le linee per comunicare le condizioni a Vienna. Il generale Weber, che pur aveva espresso l'esigenza di interrompere al più presto i combattimenti, consigliò a Vienna di respingere le condizioni d'armistizio, ritenute troppo umilianti.

### 2 novembre
Mentre la situazione dell'esercito austro-ungarico diveniva sempre più drammatica e a Villa Giusti proseguivano con difficoltà i colloqui, il Comando Supremo italiano mise in movimento anche le truppe della 1ª Armata del generale Pecori Giraldi. Fin dalla notte il X corpo d'armata aveva attaccato in Val d'Astico incontrando poca resistenza; di conseguenza il generale Pecori Giraldi decise di accelerare le operazioni e le sue truppe avanzarono subito nell'altipiano di Tonezza e nell'altopiano di Luserna. Nel primo pomeriggio ebbe inizio la marcia della 32ª Divisione in Vallagarina; un reparto di arditi, al comando del maggiore Gastone Gambara, e tre battaglioni alpini avanzarono nella valle e alle ore 21:00 occuparono Rovereto.

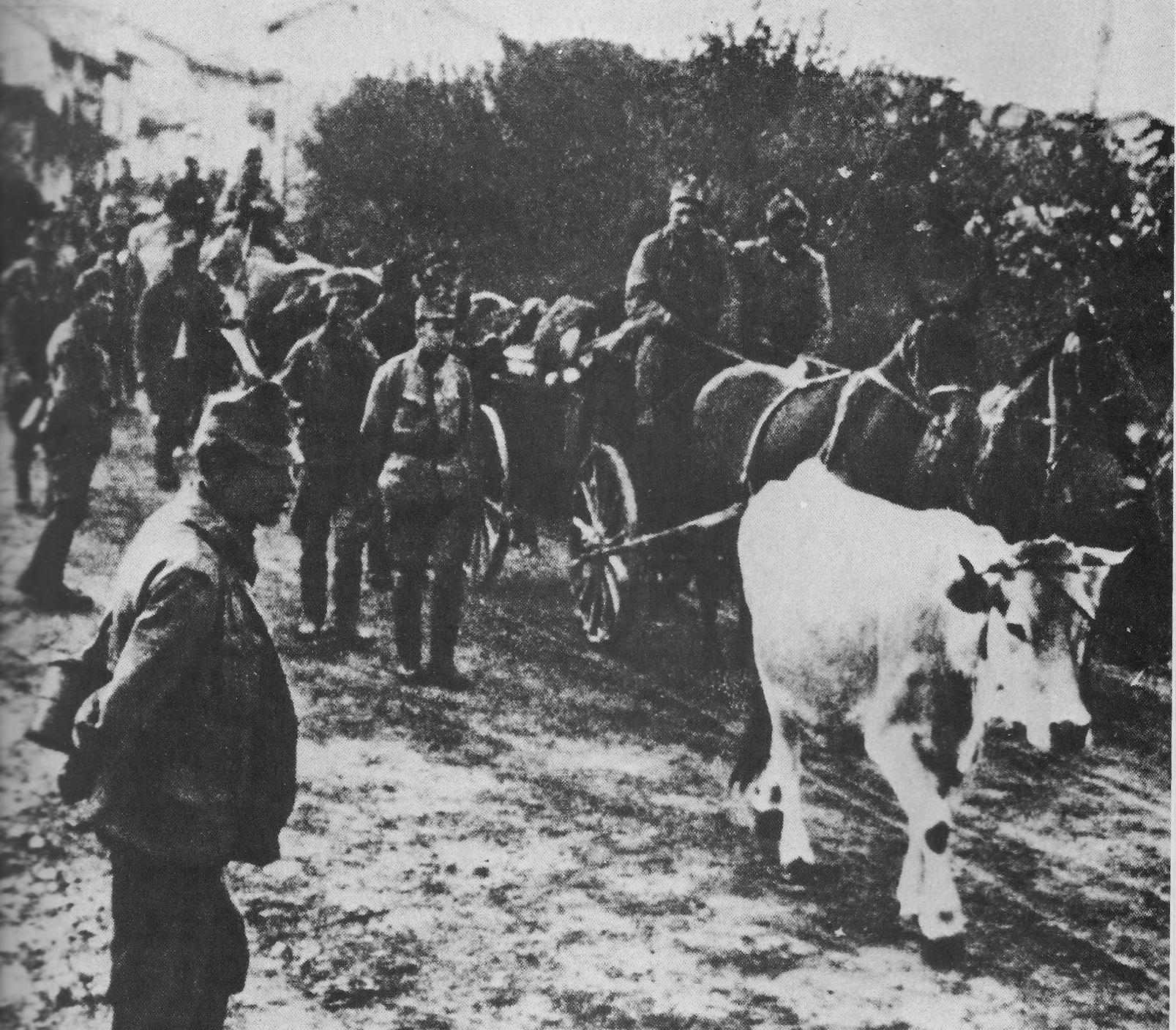
Colonne di truppe austro-ungariche in rotta durante i giorni finali della guerra

L'avanzata dell'esercito italiano era ormai generale. Sulla riva sinistra dell'Adige le brigate Piceno e Liguria marciarono in Vallarsa, sul Pasubio, in Val Posina, le truppe della 6ª Armata completarono l'occupazione dell'altopiano dei Sette Comuni, la 4ª Armata progredì rapidamente sulle due sponde del Brenta e le brigate Forlì e Siena raggiunsero Grigno e Tezze, mentre altri reparti operavano in collaborazione con le truppe della 12ª Armata in Val Cismon e nella stretta di Ponte della Serra. Le armate in pianura continuarono l'inseguimento incontrando ancora sporadica resistenza sulla strada di Longarone e di Spilimbergo, mentre la cavalleria della 8ª Armata raggiunse le rive del Tagliamento senza varcarlo. Anche la 10ª Armata arrivò al fiume con reparti della brigata Caserta e del 332º reggimento statunitense, mentre più a sud la 3ª Armata si spinse fino a Villotta e Portogruaro.

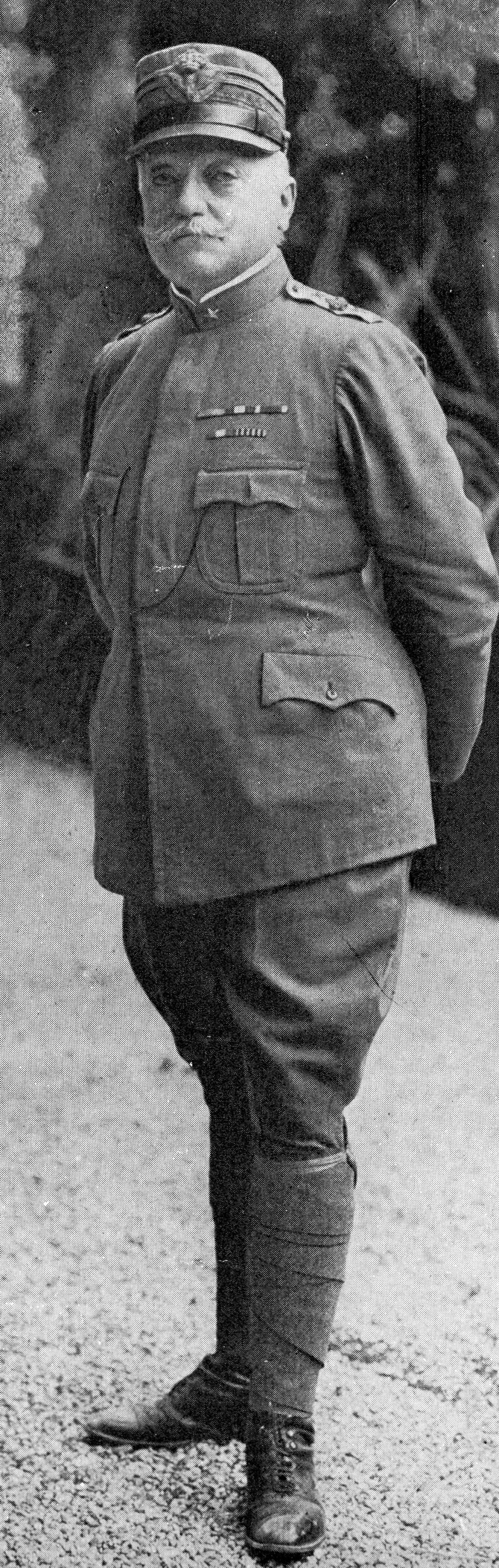
Il generale Guglielmo Pecori Giraldi, comandante della 1ª Armata italiana

Il Gruppo d'armate del Tirolo aveva cercato di ripiegare ordinatamente fino a una linea a sud di Trento ma, mentre alcuni reparti mantennero l'ordine e la disciplina, si verificarono crescenti ammutinamenti e un'intera divisione ungherese rifiutò di entrare in combattimento. La situazione dell'esercito austro-ungarico divenne ancor più confusa dopo la ricezione di un comunicato del nuovo ministro della guerra ungherese, Béla Linder, che ordinava alle truppe magiare di cessare i combattimenti e deporre le armi. Il generale Krobatin, comandante del gruppo del Tirolo, protestò con il generale Arz von Straussenburg e la disposizione venne bloccata, ma tra le truppe crebbe il disordine. Nella valle dell'Adige la disgregazione e il collasso dei reparti divenne catastrofico; si abbandonarono materiali e automezzi, i treni diretti a nord furono presi d'assalto dai soldati, il panico e l'indisciplina si diffusero. Il "Gruppo Belluno" riuscì a organizzare meglio la ritirata nonostante la mancanza di rifornimenti e vettovaglie, mentre il generale Borojević respinse bruscamente le disposizioni del ministro Linder e ordinò il trasferimento dei posti di comando della 5ª e 6ª Armata a Gorizia e Villaco; il grosso della 6ª Armata, passata al comando del generale Hadfy, già nella notte raggiunse il Tagliamento.
Mentre il generale Weber era a Villa Giusti, il colonnello Schneller, ritornato a Trento, si mise in contatto alle ore 10:15 con il Comando Supremo di Baden dove illustrò la disastrosa situazione al generale Johann Freiherr von Waldstätten, sollecitando la rapida e completa accettazione delle condizioni stabilite dagli italiani; il generale assicurò che la decisione sarebbe stata presa al più presto, e alle ore 21:30 von Waldstätten comunicò al colonnello Schneller che la risposta definitiva dell'autorità suprema sarebbe giunta nella notte. Nel frattempo alle ore 13:30 era finalmente arrivato ad Abano il testo ufficiale in francese delle clausole dell'armistizio, di cui copia venne consegnata al generale Weber alle 16:45. Alle ore 21:00 incominciò a Villa Giusti la nuova riunione tra la commissione austro-ungarica di Weber e quella italiana, diretta da Badoglio e formata dal generale Scipione Scipioni e dai colonnelli Pietro Gazzera, Tullio Marchetti, Alberto Pariani e Pietro Maravigna. Le discussioni continuarono fino alle 03:00 di notte, e ci furono soprattutto forti contrasti per la volontà italiana di far trascorrere 24 ore tra il momento della firma dell'armistizio e la cessazione effettiva sul campo delle operazioni militari.
Nel corso della giornata l'imperatore Carlo fece gli ultimi tentativi per evitare la catastrofe definitiva della monarchia: dopo essere stato sollecitato dal generale Arz von Straussenburg a concludere subito l'armistizio, prima indisse una riunione a Schönbrunn con i suoi consiglieri militari e politici più fedeli, quindi cercò di coinvolgere nelle responsabilità delle decisioni i nuovi rappresentanti politici democratici dell'Austria. Alle ore 21:15 ebbe inizio un Consiglio della Corona e finalmente l'imperatore, invitato ad accettare e allarmato dalle notizie di disgregazione totale dell'esercito, approvò alle 23:30 un documento di accettazione delle clausole di armistizio da inviare al generale Weber. A mezzanotte il generale Arz von Straussenburg comunicò telefonicamente al generale von Waldstätten a Baden che le condizioni del nemico erano state accettate e che "tutte le operazioni devono essere sospese".

## Ultimi combattimenti e armistizio di Villa Giusti

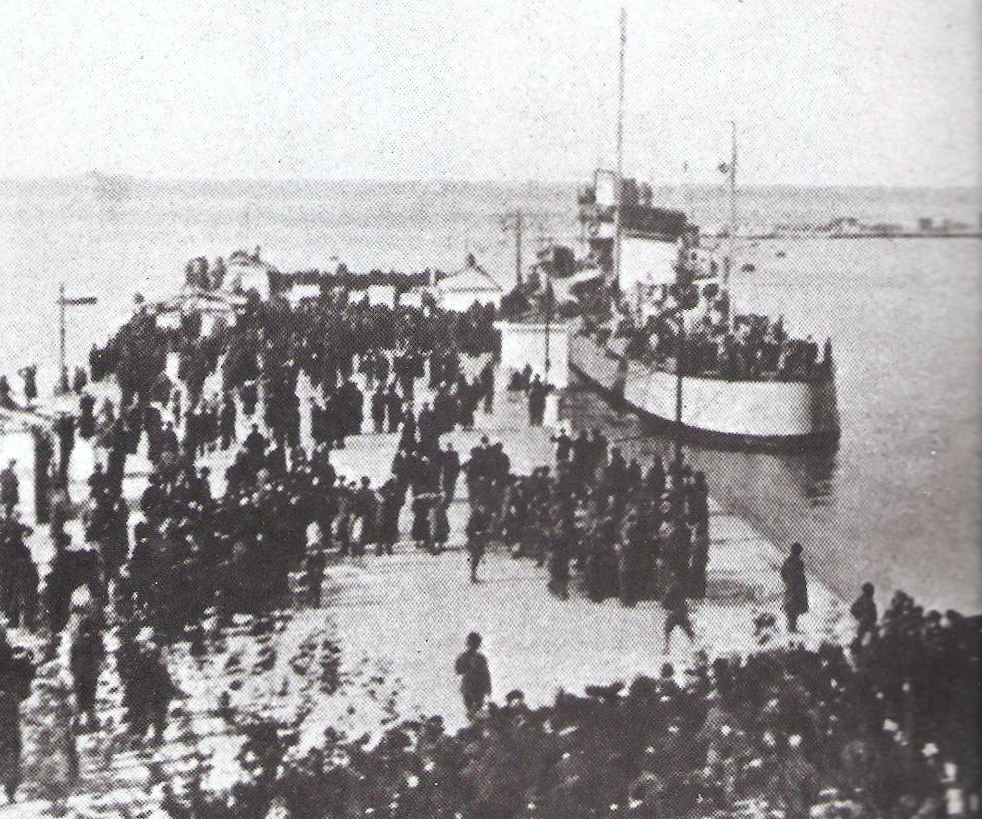
Le truppe italiane sbarcano a Trieste il 3 novembre 1918

Le ultime ore della battaglia e della guerra sul fronte italiano furono molto confuse: alle 01:20 del 3 novembre il colonnello Schneller ricevette la comunicazione dal Comando Supremo di Baden riguardo l'accettazione dell'armistizio con l'ordine di recarsi a Villa Giusti; contemporaneamente il quartier generale austro-ungarico diramò di propria iniziativa alle armate alle ore 01:30 e di nuovo alle 03:30 l'ordine di cessare immediatamente i combattimenti e deporre le armi. Le truppe sul campo accolsero con sollievo questi ordini e quindi ritennero finita la guerra; si crearono inevitabilmente equivoci e recriminazioni con il nemico che al contrario continuava le operazioni. Alle ore 15:00 si tenne a Villa Giusti la riunione finale: la delegazione austro-ungarica guidata dal generale Weber comunicò di accettare l'armistizio e riferì anche che l'esercito aveva ricevuto ordine nella notte di arrestare i combattimenti e deporre le armi, ma Badoglio rifiutò di accogliere queste disposizioni del nemico: come stabilito in precedenza, le operazioni sarebbero terminate solo alle ore 15:00 del 4 novembre, 24 ore dopo la conclusione dell'armistizio. Di fronte alle proteste dei delegati austro-ungarici, il generale italiano mostrò grande nervosismo e minacciò di rompere le trattative; infine alle 18:20 del 3 novembre fu firmato il documento di armistizio che confermava che i combattimenti sarebbero ufficialmente cessati alle ore 15:00 del 4 novembre.
Nel frattempo sul campo di battaglia le truppe austro-ungariche, completamente esauste, confuse dall'ordine della notte del 3 novembre di cessare i combattimenti e quindi convinte della fine della guerra, praticamente non opposero più resistenza; gruppi di soldati fuggirono nel panico e nella demoralizzazione, molti altri si arresero, il caos divenne generale, mentre alcuni comandanti, ritenendo finita la guerra, protestarono per le azioni aggressive italiane. L'alto comando italiano diede precise disposizioni alle armate: la guerra sarebbe continuata fino alle ore 15:00 del 4 novembre e quindi le truppe dovevano avanzare senza sosta per raggiungere nelle poche ore di guerra rimaste il massimo degli obiettivi e catturare il maggior numero di prigionieri, di armi e materiali del nemico.
La 7ª Armata del generale Tassoni aveva dato inizio dal giorno precedente alla sua campagna di alta montagna: il III gruppo alpini superò il Passo dello Stelvio e discese su Trafoi, mentre altri reparti alpini valicavano il Passo di Gavia e il Passo del Tonale e raggiungevano Peio e Fucine; dall'Adamello le truppe italiane marciarono su Pinzolo, con obiettivo finale Merano e Bolzano. Lungo la valle del Sarca, la 4ª Divisione raggiunse Tione e proseguì verso Trento; senza incontrare molta resistenza, la brigata Pavia spinse le sue avanguardie fino ad Arco, a monte di Riva del Garda. Nel pomeriggio del 3 novembre le truppe della 1ª Armata raggiunsero Trento: i primi reparti a entrare nella città furono alle 15:15 i cavalleggeri del reggimento cavalleria "Alessandria", gli arditi del XXIV reparto d'assalto, gli alpini del IV gruppo; più tardi arrivarono anche le truppe della brigata Pistoia. L'avanzata finale non aveva incontrato opposizione: la 10ª Armata austro-ungarica era in rotta, mentre il generale Martiny von Malastów, comandante di un corpo d'armata dell'11ª Armata, cercò inutilmente di intavolare trattative; i soldati italiani ricevettero un'accoglienza entusiasta da parte della popolazione.

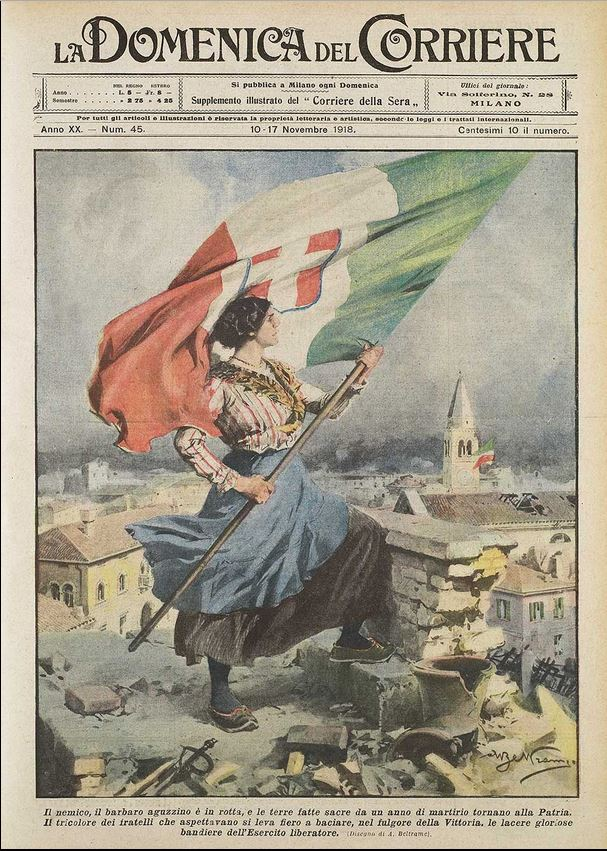
Disegno di Achille Beltrame raffigurante il tricolore sventolato sopra Trieste

Alle ore 22:00 arrivò a Trento un reparto del reggimento cavalleria "Padova" della 4ª Armata del generale Giardino; altri reparti del VI corpo raggiunsero entro le 14:00 del 4 novembre Canal San Bovo e Fiera di Primiero, e alle 15:00 il generale Pecori Giraldi, comandante della 1ª Armata, entrò a Trento. Anche la 6ª Armata del generale Montuori nel frattempo stava avanzando senza ostacoli: furono i britannici della 48ª Divisione che raggiunsero per primi Levico dopo aver catturato molti prigionieri nell'altopiano di Vèzzena, mentre i reparti italiani del XX corpo risalirono la Valsugana lungo la riva destra del Brenta. Le altre armate italiane proseguirono il 3 novembre l'avanzata, ostacolata soprattutto dalle difficoltà logistiche lungo le insufficienti strade disponibili: l'8ª Armata del generale Caviglia marciò lungo le valli del bellunese e i reparti ciclisti raggiunsero Longarone e Pieve di Cadore; il XVIII corpo era nel frattempo arrivato al Tagliamento, mentre le unità di cavalleria avanzarono fino a Udine. Sul fiume Tagliamento giunsero alla fine della giornata anche le truppe della 10ª e della 3ª Armata.
Fin dal 30 ottobre era insorta la città di Trieste: la popolazione aveva proclamato il suo legame con l'Italia ed era stato costituito un comitato di salute pubblica che aveva dichiarato "la decadenza dell'Austria dal possesso delle terre italiane adriatiche". Alle 19:30 l'Impero austro-ungarico aveva riconosciuto le decisioni del comitato e il giorno seguente i rappresentanti asburgici e i 3 000 soldati di guarnigione avevano abbandonato la città. Le truppe italiane che giunsero in città il 3 novembre non incontrarono quindi alcuna resistenza nemica: al comando del generale Carlo Petitti di Roreto, i reparti della brigata Arezzo e della II brigata bersaglieri, trasportati su navi scortate da sette cacciatorpediniere, sbarcarono alle ore 16:20 dopo l'attracco al molo San Carlo accolte festosamente dalla popolazione italiana.
Il 4 novembre, ultimo giorno della battaglia e della guerra, fu caratterizzato dalla definitiva disgregazione delle armate austro-ungariche: mentre due corpi d'armata si erano arresi a Trento, altri tre corpi dell'11ª Armata in ritirata non opposero resistenza alle colonne italiane e furono in gran parte catturati. Nel Tirolo occidentale alpini e cavalleria italiana raggiunsero Cles e Dimaro e intercettarono la ritirata del nemico; il comando del Gruppo d'armate del Tirolo comunicò che tra le truppe vi era "completa anarchia e mancanza di viveri"; anche gran parte della 10ª Armata austriaca cadde prigioniera. Le truppe del Gruppo Belluno invece conservarono in maggioranza la disciplina e la coesione e riuscirono a ripiegare verso Cortina d'Ampezzo, Corvara in Badia e Arabba, nonostante disordini e saccheggi di soldati ammutinati si fossero verificati a Brunico e San Candido. Il corpo di cavalleria italiano al comando di Vittorio Emanuele di Savoia-Aosta sfruttò la situazione e spinse avanti le sue divisioni: la 1ª Divisione raggiunse Tolmezzo e bloccò la ritirata di forti unità austriache della 6ª Armata, la 3ª Divisione raggiunse successivamente Udine, Cividale del Friuli e Robic nella valle del Natisone, la 4ª Divisione arrivò fino a Cormons, infine la 2ª Divisione giunse a Palmanova e San Giorgio di Nogaro; dopo aver catturato un'intera divisione nemica, i cavalleggeri arrivarono poi ad Aquileia. Dietro queste avanguardie celeri marciavano le divisioni di fanteria delle armate italiane che continuarono le operazioni fino alla fine, occupando più terreno possibile e catturando altri prigionieri prima dell'entrata in vigore dell'armistizio e della conclusione ufficiale della guerra alle ore 15:00 del 4 novembre.

## Bilancio e conseguenze
Durante i dieci giorni della battaglia finale di Vittorio Veneto l'esercito italiano subì la perdita di 37 461 uomini tra morti, feriti e dispersi, altre fonti riportano la cifra di 36 498 perdite; la 4ª Armata del generale Giardino, impegnata per giorni in costosi e cruenti attacchi frontali sul Grappa con pochi risultati, ebbe le perdite nettamente più alte con oltre 25 000 uomini fuori combattimento, tra cui 5 000 morti. Le altre armate, impegnate soprattutto, dopo il passaggio del Piave, nell'inseguimento del nemico in rotta, subirono perdite molto più limitate: 4 898 uomini la 10ª Armata del britannico Cavan, 4 416 l'8ª Armata del generale Caviglia, 3 498 la 12ª Armata del generale Graziani.

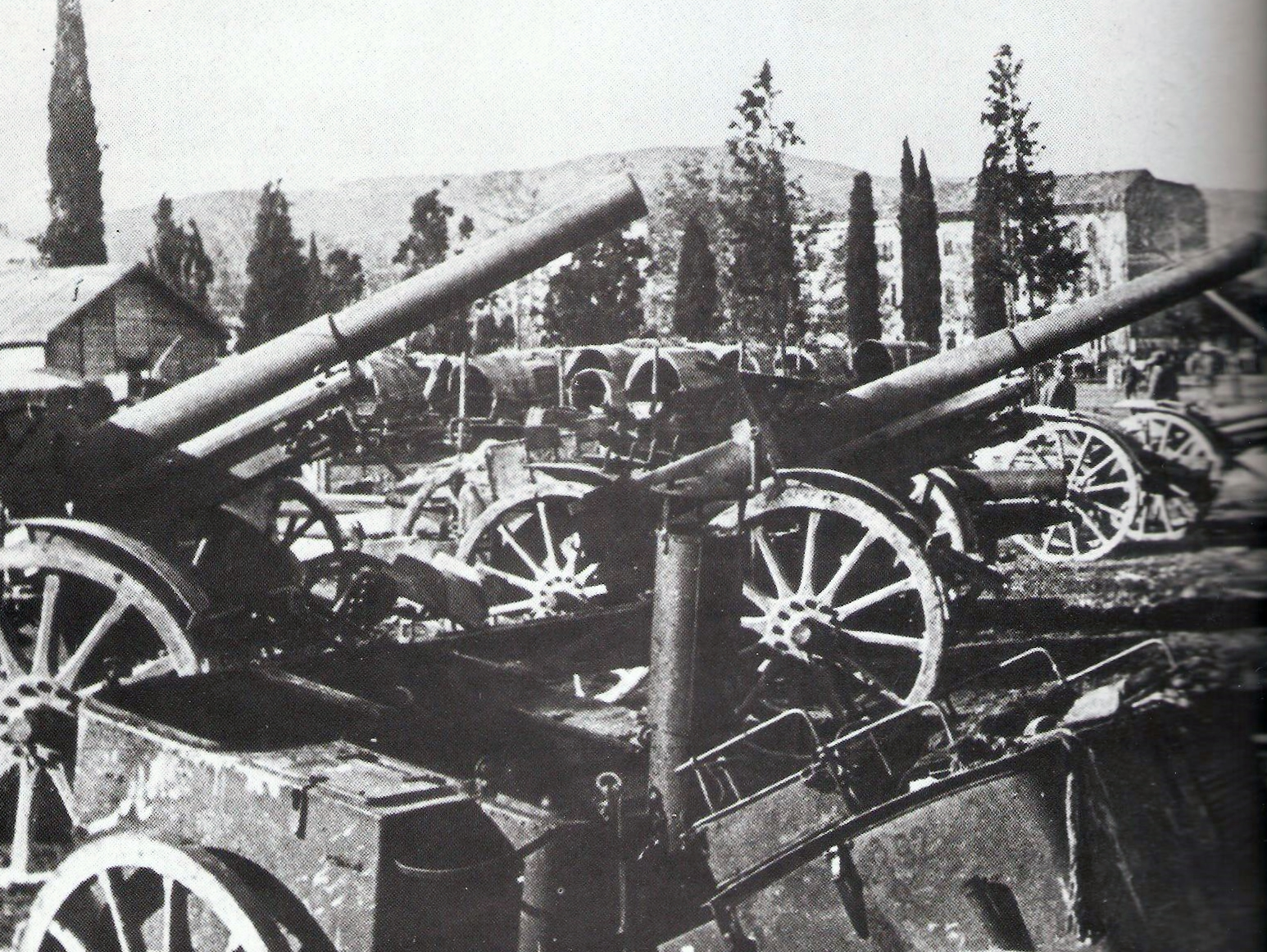
Artiglierie e mezzi militari austro-ungarici catturati dall'esercito italiano nella battaglia di Vittorio Veneto

L'esercito austro-ungarico, in conseguenza anche della disgregazione delle strutture politico-militari dell'impero, uscì distrutto dalla battaglia, perdendo circa 30 000 morti e feriti ma lasciando in mano italiana un numero elevatissimo di prigionieri saliti da 50 000 soldati la sera del 30 ottobre a 428 000 al termine delle operazioni, tra cui 24 generali; furono catturate anche 4 000 mitragliatrici e 5 600 cannoni e bombarde. Altre fonti riportano cifre delle perdite notevolmente più elevate (90 000 morti e feriti) e riferiscono di oltre 6 800 pezzi d'artiglieria catturati. Il maggior numero di prigionieri fu preso nel settore di montagna: la 6ª Armata catturò 116 000 prigionieri, la 1ª Armata 100 000, la 7ª Armata 75 000; le armate austro-ungariche impegnate in pianura riuscirono invece in parte a sfuggire: l'8ª Armata catturò 19 500 prigionieri, la 3ª Armata 18 000, la 10ª Armata 35 000.
Il Bollettino della Vittoria, diramato dal generale Diaz il 4 novembre, descrisse in termini trionfalistici lo svolgimento della battaglia ed esaltò con alcune esagerazioni e con accenti enfatici i risultati dei combattimenti, traendo un sintetico bilancio finale della guerra. Alcuni autori peraltro hanno sminuito il ruolo e la capacità del generale Diaz che avrebbe mostrato durante la battaglia limitate qualità di comando. Piero Pieri assegnò il merito principale della preparazione e della conduzione della battaglia di Vittorio Veneto al generale Badoglio, sottocapo di Stato maggiore generale, considerato il principale direttore delle operazioni e il responsabile della condotta dell'ultima campagna.
Sull'importanza storica della battaglia di Vittorio Veneto e sulla sua influenza sull'esito della Grande Guerra le valutazioni sono variate ampiamente nel corso del tempo: mentre nella fase trionfale dopo la battaglia e nel periodo del fascismo, anche su impulso della propaganda di Benito Mussolini, in Italia il valore dell'ultima battaglia fu esaltato fino a parlare di vittoria principalmente italiana della guerra mondiale, all'estero tali rivendicazioni furono subito ridimensionate. In Francia e Regno Unito si sminuì il merito italiano e si enfatizzò il presunto ruolo decisivo delle truppe francesi e soprattutto britanniche nella battaglia di Vittorio Veneto. La storiografia anglosassone ignora quasi completamente l'ultima campagna in Italia e le assegna un ruolo del tutto minore sull'esito finale della guerra; A. J. P. Taylor, Martin Gilbert e Basil Liddell Hart le dedicano poche righe, citando soprattutto le operazioni della 10ª Armata del britannico Cavan. Tra gli autori italiani Indro Montanelli, riprendendo le parole di Giuseppe Prezzolini sostenne che Vittorio Veneto non fu una vera battaglia vinta ma «una ritirata che abbiamo disordinato e confuso», mentre lo stesso Prezzolini evidenziò che l'esercito austro-ungarico a novembre cadde «per ragioni morali» e scrisse di «battaglia ideale» in cui «è mancato il nemico». Giulio Primicerj invece scrisse che la battaglia di Vittorio Veneto, pur non potendo essere considerata «una delle classiche battaglie di annientamento», allo stesso tempo non fu solo «una ritirata che gli italiani contribuirono a disordinare e confondere».
Nelle sue memorie il generale Erich Ludendorff rimarcò la notevole importanza storica della battaglia: a suo dire la catastrofe austro-ungarica ebbe una grande influenza sull'ultima parte del conflitto, affermando che senza il crollo di Vienna la Germania avrebbe potuto continuare la guerra almeno fino alla primavera 1919 e avrebbe potuto evitare una resa umiliante. Effettivamente le notizie della catastrofe dell'Impero asburgico accelerarono gli sviluppi della situazione nel Reich ed entro pochi giorni i tedeschi dovettero richiedere la cessazione delle ostilità e firmare l'Armistizio di Compiègne. In conclusione la battaglia di Vittorio Veneto, se certamente non decise l'esito della grande guerra, che nell'ottobre 1918 in pratica era già vinta dagli alleati, ne abbreviò probabilmente il corso finale e favorì una conclusione immediata con la resa della Germania.